# Дега, Эдгар
Иле́р-Жерме́н-Эдга́р де Га или Эдга́р Дега́ (фр. Edgar Degas; 19 июля 1834, Париж — 27 сентября 1917) — французский живописец, один из виднейших представителей импрессионистского движения.

## Биография и творчество
Родился 19 июля 1834 года в Париже, в обеспеченной семье буржуазного происхождения Огюста де Га и Селестины Мюссон. Он был старшим из пятерых детей. В возрасте 13 лет Эдгар потерял мать, что стало для него серьёзнейшим ударом. Позже, в молодости, под влиянием новых социальных идей Эдгар изменил свою фамилию с де Га на «менее аристократическую» Дега.
Отец художника, Огюст де Га, управлял французским отделением крупного банка, основанного в Италии дедом Эдгара Дега, Рене Илером де Га. Илер де Га эмигрировал в Италию в годы Французской революции, полагая, что его жизнь в опасности. Мать Эдгара, Селестина Мюссон, была родом из французской семьи, обосновавшейся в Америке. Её отец был брокером на хлопковой бирже в Новом Орлеане.

### Ранний период

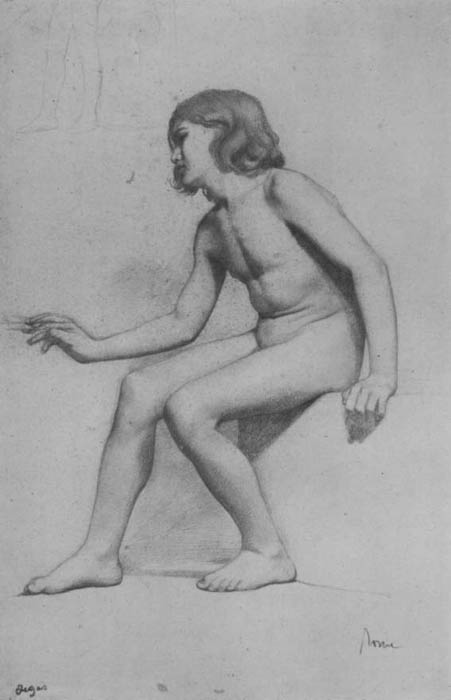
Сидящий обнажённый мальчик. 1856

Желание рисовать начало проявляться у Дега уже в детстве. Впрочем, отец ему пророчил карьеру юриста, однако у Эдгара не было большого желания и способностей к юриспруденции, а обеспеченность семьи позволяла ему заниматься живописью, не особо заботясь о пропитании. Не нуждаясь остро в деньгах, Дега мог себе позволить не продавать свои работы и трудиться над ними снова и снова, стремясь к совершенству. Дега был явным перфекционистом, доходящим в своей страсти к идеальной гармонии до потери ощущения реальности. Уже в начале своего долгого творческого пути Дега был художником, которого, как шутили, можно было заставить прекратить работу над картиной, только отобрав её.
В 20 лет (1854 год) Дега поступает в ученичество в мастерскую известного в своё время художника Ламота, бывшего в свою очередь учеником великого Энгра. В знакомой семье Дега случалось видеть Энгра, и он надолго сохранил в памяти его облик, и на всю жизнь сохранил любовь к энгровской певучей линии и к ясной форме. Дега любил также других великих рисовальщиков — Никола Пуссена, Ганса Гольбейна — и копировал в Лувре их работы с таким усердием и мастерством, что трудно бывало отличить копию от оригинала.
Луи Ламот — фигура по тем временам достаточно известная, хотя в наше время творчество этого художника практически забыто. Ламот сумел передать Дега любовь к чётким контурам, которые так ценил в рисунке сам Энгр. В 1855 году Дега удалось самому увидеться с Энгром, которому в то время исполнилось 75 лет, и даже получить от него совет: «Рисуйте линии, молодой человек, как можно больше, по памяти или с натуры». Курбе и Делакруа оказали определённое влияние на творчество Дега, однако действительным, признаваемым им авторитетом до конца жизни для художника оставался Энгр.
Эдгар изучал творения великих мастеров живописи в Лувре, за время своей жизни несколько раз посещал Италию (где проживали его родственники по линии отца), где имел возможность знакомиться с шедеврами мастеров Итальянского Возрождения. Особый интерес у живописца вызывали такие старые итальянские мастера как Мантенья, Беллини, Гирландайо и Джотто. В этот период кумирами для него становятся Андреа Мантенья и Паоло Веронезе, одухотворённая и красочная живопись которых буквально поразила молодого художника. Для его ранних работ характерны резкий и точный рисунок, зоркая наблюдательность, сочетающиеся то с благородно-сдержанной манерой письма (зарисовки брата, 1856—1857, Лувр, Париж; рисунок головы баронессы Беллели, 1859, Лувр, Париж), то с жёсткой реалистической правдивостью исполнения (портрет итальянской нищенки, 1857, частное собрание).
На рубеже 60-х годов XIX века Эдгар Дега открывает собственную мастерскую в Париже. Основой его творчества являлась портретная живопись, но много внимания Дега уделял также историческим полотнам. Находясь в Италии, Дега написал ряд портретов, на которых изображены члены его семьи. После этого на протяжении нескольких лет портрет оставался одним из сильных его увлечений, чередуясь с исторической тематикой. Однако уже в начале 1860-х годов Дега вновь заинтересовался сценами из современной жизни, и в первую очередь скачками.

### Исторические полотна
Это были сложные, большие работы, с помощью которых художник надеялся прославиться, выставив их в Салоне. Молодой художник, желающий выставляться в Салоне, в первой половине шестидесятых годов обращается к историческим сюжетам: «Молодые спартанки, вызывающие на состязание юношей» (1860), «Семирамида закладывает город» (1861), «Александр и Буцефал» (1861—1862), «Дочь Иеффая» (1859—1860), «Эпизод средневековой войны» («Бедствия Орлеана») (1865). Картины тёмные по колориту, суховаты по форме. В первой из перечисленных картин движения человеческих фигур на полотне лишены изысканной грации, они резки и угловаты, действие разворачивается на фоне обычного повседневного пейзажа.
Фактически Дега так никогда и не закончил ни одного из этих произведений, несмотря на многочисленные подготовительные рисунки и наброски маслом. Например, в «Упражнениях юных спартанцев» он пренебрёг исторической точностью, чтобы по-иному и явно по-современному представить тему из древней истории. Он нарисовал всю картину в классически строгом духе Пуссена, но придал лицам героев черты «детей Монмартра», черты хорошо знакомой ему молодёжи парижских предместий. В «Семирамиде, строящей Вавилон» Дега создал волнующее оригинальное произведение, но, казалось, он сам не был уверен в правильном направлении своих поисков. Стремление к достижению предельно совершенного искусства сыграло с Дега злую шутку: движение к идеалу стало для художника самоцелью. Такие работы давали повод для разговоров о неудачах либо несостоятельности Дега в этом жанре. Нельзя, однако, не заметить, что буквально на нескольких полотнах он предложил самостоятельное решение проблемы, которая оказалась не под силу другим, не сумевшим наполнить сюжет своими собственными образами.

### Портрет семьи Беллели

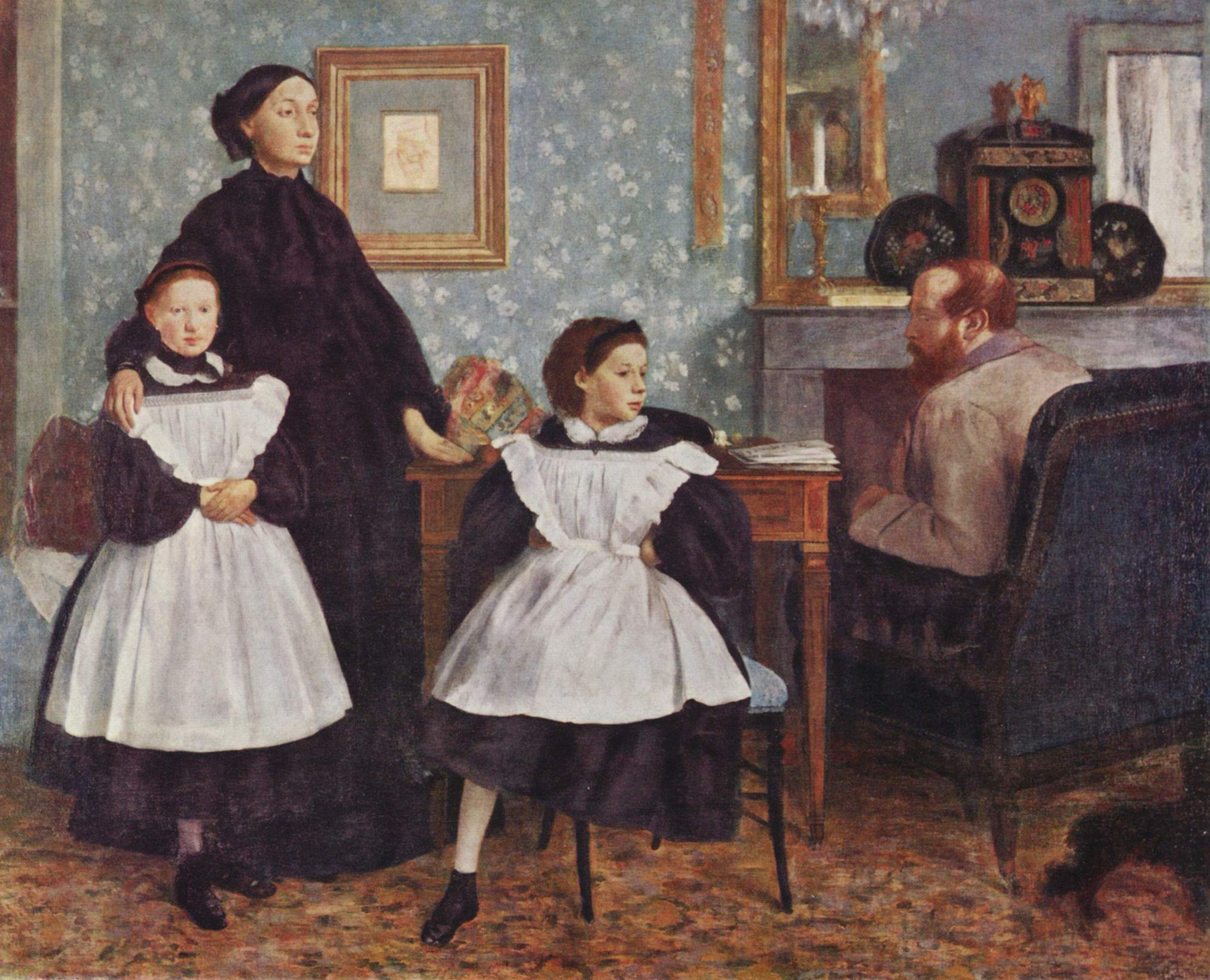
Семейство Беллели. 1858—1867 гг. Музей Орсе

Поездки по Италии и влияние итальянских живописцев XV века подвигли Дега на создание группового портрета семьи Беллели. Классические традиции в композиции на этом полотне соседствуют с характерными персонажами, что положительно отличает эту работу художника. На этом внушительном групповом портрете изображены тётушка Дега Лаура со своим мужем, бароном Дженнаро Беллели, и двумя детьми. Лаура беременна третьим ребёнком, хотя чёрное платье скрывает её положение. В это время она продолжала носить траур по своему отцу, деду Дега, который умер совсем недавно — его портрет висит позади Лауры. Дега начал писать эту картину в 1858 году, когда находился в гостях у своих родственников во Флоренции. Здесь он сделал множество предварительных набросков, но окончательный вариант написал уже после возвращения в Париж в 1859 году. К тому времени этот портрет был самой грандиозной работой художника. Фигуры здесь изображены почти в натуральную величину, а сама картина выглядит тщательно продуманной. Мощь и глубина композиции обнаруживают стремление художника следовать образцам итальянского Ренессанса и традициям мастеров старшего поколения, прежде всего Энгру, который когда-то также создал в Италии ряд выдающихся портретов. В то же время картина отличается свежестью и индивидуальным взглядом художника. Позы стоящих на портрете людей нетрадиционны, и в целом полотно передаёт атмосферу крепких родственных связей, хотя на самом деле брак Лауры нельзя было назвать счастливым.
Вот ещё одно описание этой картины ценителем и знатоком искусства: «В сравнении с официальной салонной портретной живописью, для которой фотографическая точность, фотографическая постановка и достоверность моментального снимка были непременным условием эстетики, картина в своей смелости и правде означала настоящую революцию. Фигуры не позируют как на современных ему фотографиях и среднего качества салонных портретах. Только Джованна, одна из дочерей, смотрит на воображаемого зрителя, остальные фигуры сосредоточены друг на друге. Баронесса стоит свободно, у неё гордая, прямая и чопорная осанка. Маленькая Джулия выхвачена в момент минутной взволнованности. Она сидит на краешке стула, левая нога скрыта — приём мастера, которым он передаёт спонтанную непосредственность. Для академической живописи того времени это было явным осквернением святыни… В этой картине уже появляется намёк на ту манеру видения, которая затем так будет поражать у Дега, когда в любом мотиве он безоглядно будет оставаться только самим собой» (Э. Хюттингер).

### Импрессионисты и Дега

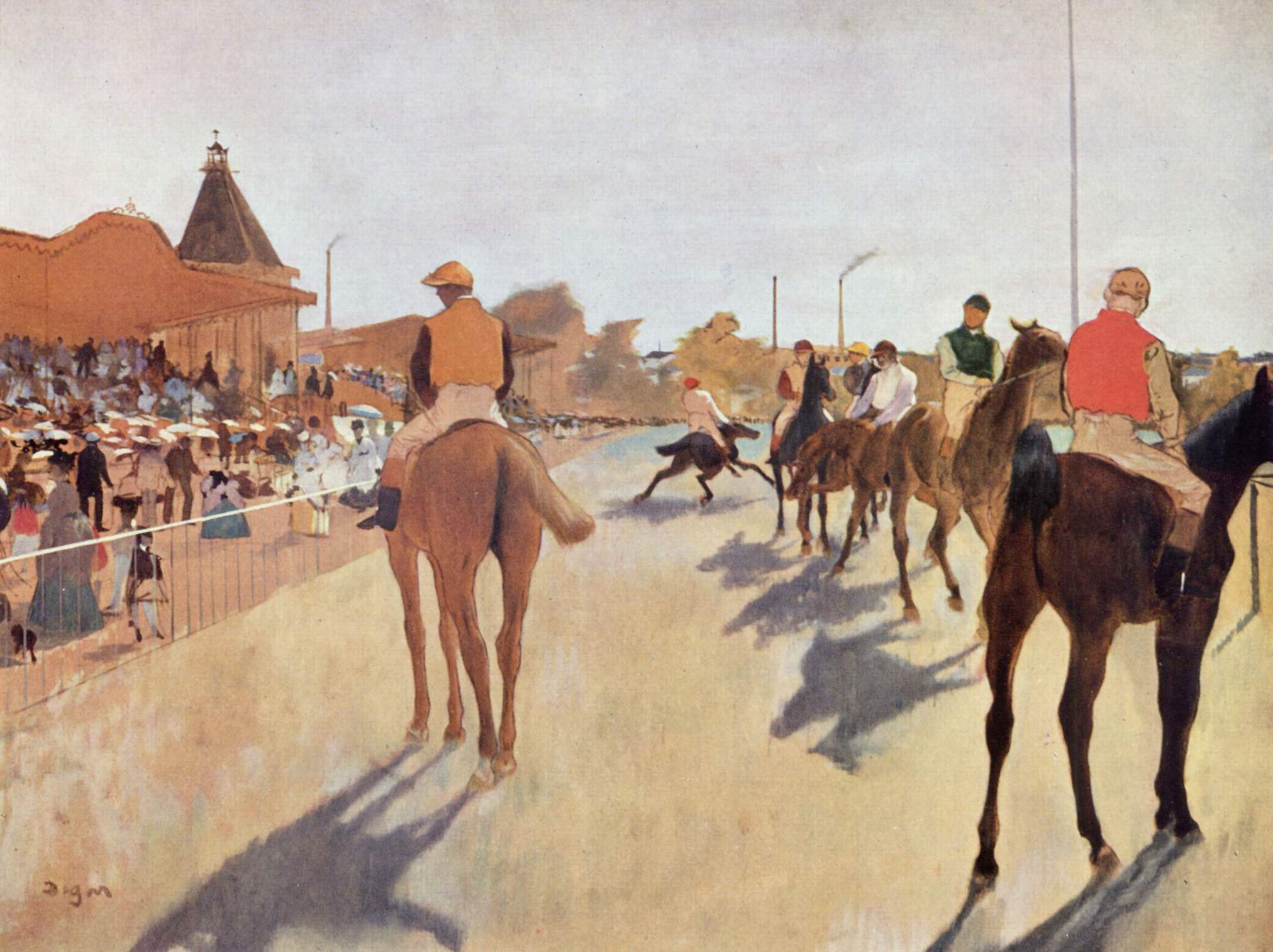
Скаковые лошади перед трибунами. 1869—1872 г. Музей Орсе, Париж.

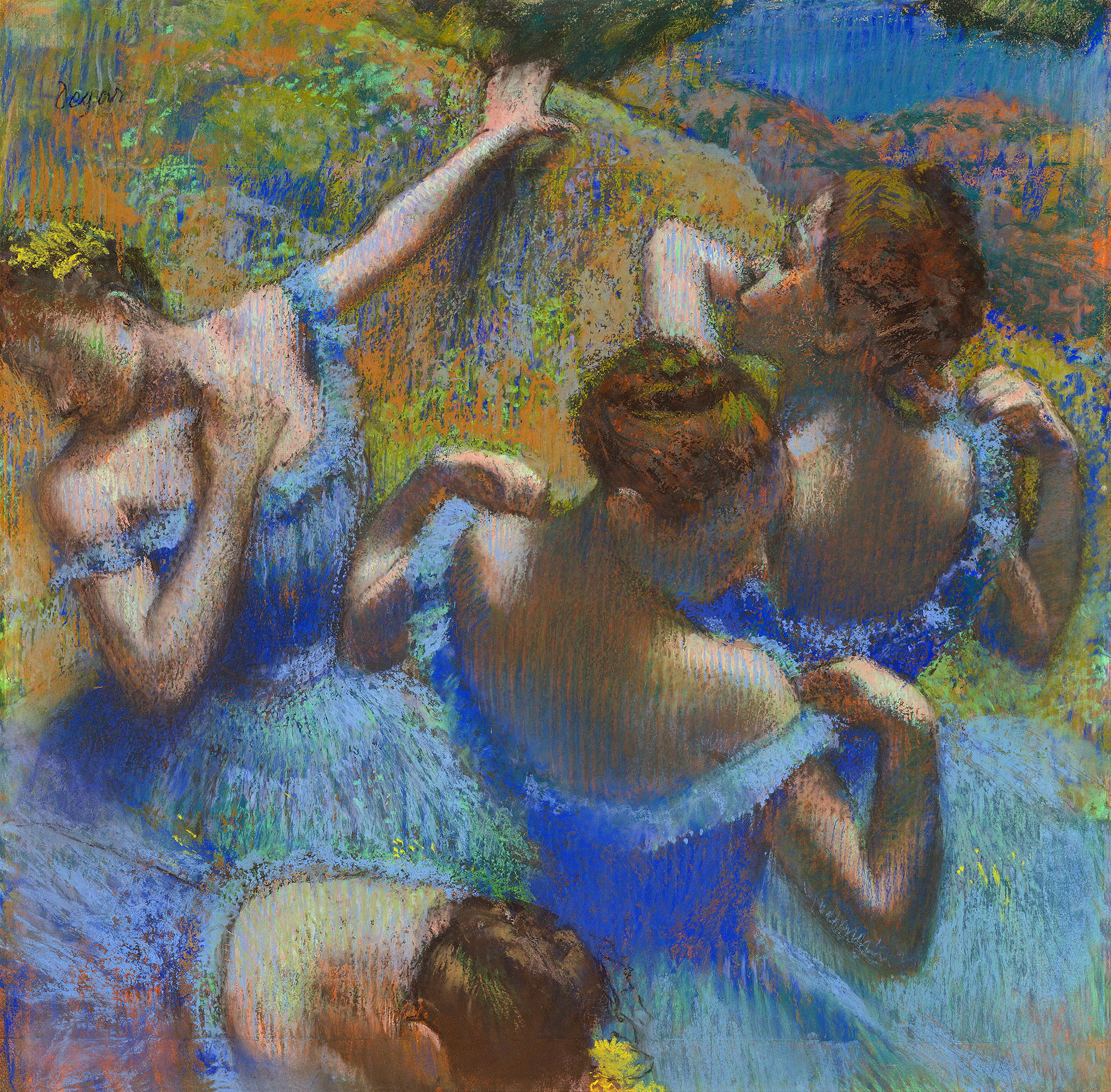
Голубые танцовщицы. ГМИИ им. Пушкина, Москва.

В 1861 году Дега знакомится с Эдуардом Мане, дружба с которым продолжалась до конца жизни последнего. Будучи человеком весьма авторитетным в среде молодых художников, неформальным главой Батиньольской группы, Мане познакомил Дега с молодыми живописцами, ставшими впоследствии известными как импрессионисты. В немногочисленных кружках, объединявших художников, Дега обладал безусловно высокой репутацией благодаря своим манерам, тонкой культуре, учтивости, своеобразному, сочетавшемуся с резкостью, обаянию, — все это вызывало к нему известное уважение.
С Эдуардом Мане Дега сближает общее неприятие академического салонного искусства. Дега больше интересовался современной жизнью во всех её проявлениях, нежели вымученными сюжетами выставленных в Салоне картин. Не принимал он также и стремление импрессионистов работать на открытом воздухе, предпочитая мир театра, оперы и кафешантана. Более того, он не любил пленэр, считая, что на воздухе рассеивается внимание, и безоговорочно отдавал предпочтение управляемой среде студии. Поскольку стиль Дега основывался на прекрасном рисунке, его картины обладают точностью изображения, совершенно нетипичной для импрессионизма.
Придерживаясь достаточно консервативных взглядов как в области политики, так и в личной жизни, Дега был чрезвычайно изобретателен в поисках новых мотивов своих картин, используя неожиданные ракурсы и укрупнённые планы («Мисс Лала в цирке Фернандо», 1879, Национальная галерея, Лондон). «Уловленные мгновения» — так, пожалуй, можно было бы выразиться о многих работах Эдгара Дега. В этом его глубокое внутреннее сродство с импрессионистами. Все они были поэты трепетного, подвижного мира, все понимали жизнь как постоянное движение. И если у пейзажистов это постигалось через движение воздуха, света, смену времён дня и года, через постоянный круговорот природы, то Дега стремился передать живую сущность мира через движение человека.
1860-е годы во Франции были ознаменованы пресыщением молодой прогрессивной интеллигенции буржуазными устоями Империи Наполеона III. Новая волна художников ломала традиционные представления о живописи, о сюжетах и героях картин, вводя в их круг простые сцены из жизни наполеоновской Франции. Манера и яркость их творчества была близка и Эдгару Дега. Тот, однако, в отличие от импрессионистов, был более социальным художником; отходя от традиций классицизма и романтизма старых школ живописи Франции он больше внимания обращал не на отвлечённые повседневные образы современной жизни, а на сюжеты, связанные с повседневным, часто тяжёлым трудом его современников.
Импрессионисты больше внимания обращали на свет (здесь можно вспомнить картины Мане и Моне), Эдгар Дега, в свою очередь больше внимания обращал на движение.
Даже определённый успех исторической картины Дега «Несчастья города Орлеана» в Салоне 1865 года не отбили у художника осознанного желания изображать современную жизнь в своей новой, несколько революционной по тому времени манере.
Критики часто сходятся в том, что, несмотря на нежелание Дега (в отличие от импрессионистов) работать на пленэре, принципиально их творчество в общем очень схоже, что, в свою очередь позволяет причислить Эдгара Дега к кругу импрессионистов. При этом сам Дега отвергал термин «импрессионизм», как и некоторые принципы творчества художников-новаторов, и к концу жизни дистанцировался от их общества. Остаётся напомнить, что деление живописи, равно как и живописцев по стилям, всегда очень условно. Сами названия направлений и стилей, как правило, случайны, появлялись и закреплялись стихийно, и мало что говорят о том явлении искусства, которое называют. Скорее речь идёт о каком-то общем для эпохи порыве, выраженном каждым художником индивидуально и своеобразно.

### Франко-прусская война
В 1870 году волна франко-прусской войны докатилась до Парижа. Так же, как и Мане, Дега записался добровольцем в армию. Служил в пехоте и артиллерии. Дега записался добровольцем в пехотный полк, однако на первых же стрельбах обнаружилось, что художник плохо видит правым глазом, — это было началом болезни, которая обернулась в конце жизни почти полной слепотой. Из-за слабого зрения Дега был переведён в артиллерийский полк.

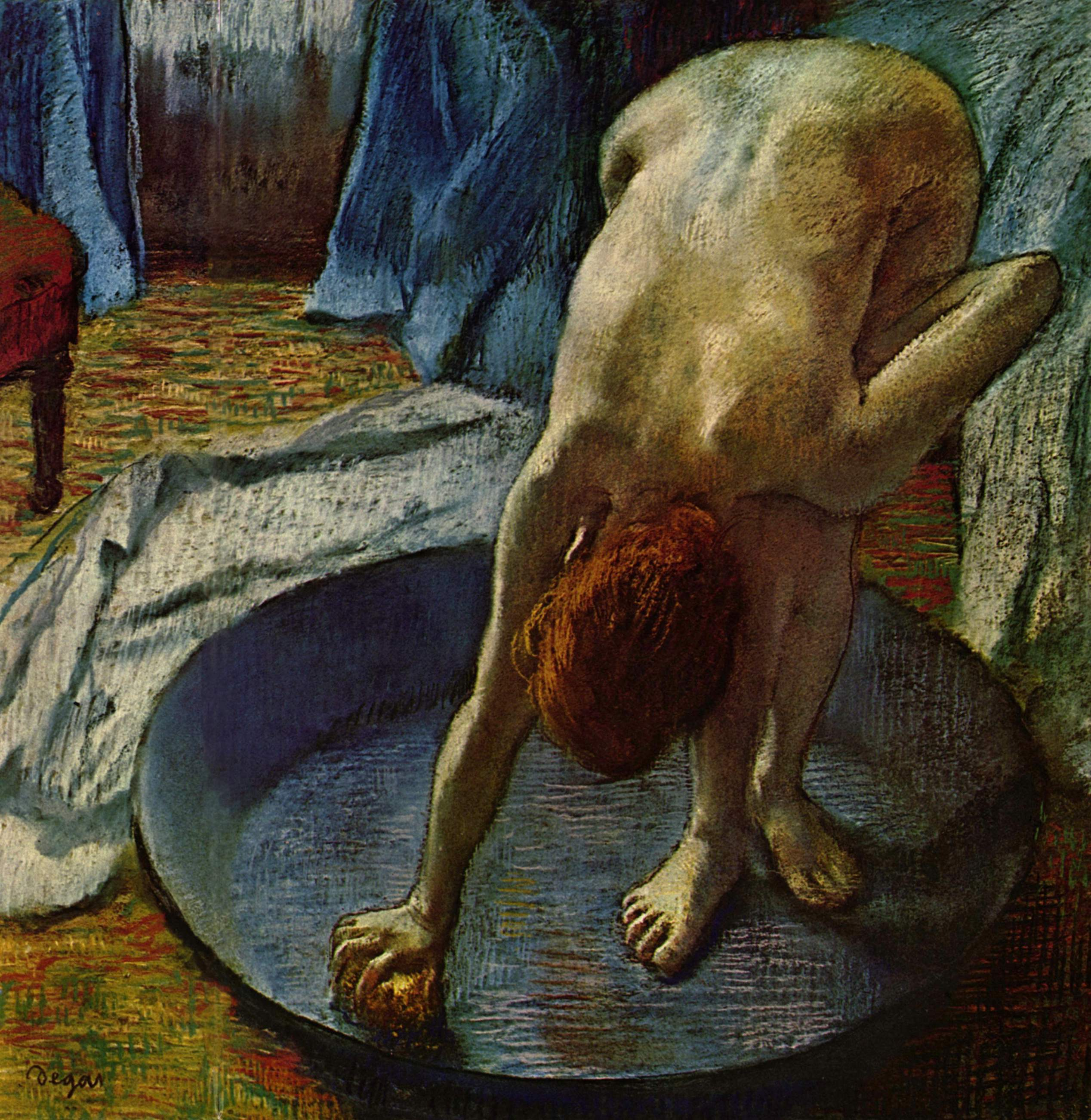
Эдгар Дега. Мытьё. 1886 г. Музей Хилл-Стенд, Фармингтон, Коннектикут, США

### Семидесятые годы и выставки импрессионистов
По окончании войны Дега побывал в Великобритании, затем посетил США, где проживали его родственники по материнской линии. В 1871 году, когда война закончилась, художник совершил короткую поездку в Лондон, а зимой 1872—1873 года провёл несколько месяцев в Новом Орлеане, у своих американских родственников. Одна из двоюродных сестёр Эдгара, Эстель Мюссон, была слепой, и Дега испытывал к ней особую симпатию, уже тогда предчувствуя, что и сам может вскоре потерять зрение.
В 1873 году художник вернулся в Париж. Для него наступили тяжёлые времена: умер его отец, оставив большие долги. По другим источникам, долги были следствием неудачных сделок на американской бирже хлопка братьев Дега, получивших в наследство брокерскую контору своего дяди. Желая сохранить семейную репутацию, Дега заплатил часть долга из своих денег, доставшихся ему в наследство, однако этого оказалось недостаточно. Ему пришлось не только продать дом и собранную отцом коллекцию картин старых мастеров, но и впервые задуматься над продажей своих собственных работ. Как нельзя кстати пригодилось знакомство с импрессионистами — Дега участвовал почти во всех их выставках начиная с 1874 года.
Между 1874 и 1886 годами состоялось восемь выставок импрессионистов, и Дега принял участие в семи из них, пропустив только предпоследнюю, в 1882 году. Будучи выдающимся рисовальщиком, Дега умел изображать современную ему жизнь с мастерством, достойным кисти художников былых времён. Финансовый кризис, который Дега пережил после смерти отца, оказался после нескольких лет напряжённой, ежедневной работы преодолённым, и уже к 1880 году Дега стал заметной и уважаемой фигурой в парижском мире искусств. После заключительной выставки импрессионистов в 1886 году художник перестал публично выставлять свои работы, предпочитая продавать написанные им картины по высокой цене через нескольких торговых агентов.

### Танцовщицы Дега
Необычайная популярность балетных сценок, запечатлённых Дега, легко объяснима, поскольку художник показывает нам мир грации и красоты, не впадая при этом в излишнюю сентиментальность. Жизнь балета передана им так ярко, что легко можно представить, насколько свежими и оригинальными казались эти картины современникам Дега. Художники, писавшие балет до Дега, либо выстраивали геометрически правильные композиции, либо изображали звёзд балета, склонившихся в изящном поклоне. Такие портреты напоминали фотографии голливудских кинозвёзд, сделанные для обложки глянцевого журнала.
«Меня называют живописцем танцовщиц», — писал Дега. Он в самом деле часто обращался к этой теме. Но совершенно неверно думать, что Дега был эротоманом. «Балерины всегда были для меня лишь предлогом, чтобы изобразить замечательные ткани и ухватить движение», — говорил Дега.
Интересна запись из «Дневника» Эдмона де Гонкура, сделанной 13 февраля 1874 года: «Вчера я провёл целый день в мастерской удивительного художника по имени Дега. После множества попыток, опытов, прощупываний во всех направлениях он влюбился во все современное, а в этой современности остановил свой взгляд на прачках и танцовщицах. В сущности выбор не так уж плох. Все — белое и розовое; женское тело в батисте и газе — самый очаровательный повод для применения светлых и нежных тонов… Перед нашими глазами проходят танцовщицы… Картина изображает балетное фойе, где на фоне светлого окна вырисовываются фантастические очертания ног танцовщиц, спускающихся по лестнице; среди всех этих раздувающихся белых облаков реет красное пятно шотландки, и резким контрастом выступает смешная фигура балетмейстера. И перед нами предстают схваченные в натуре грациозные изгибы тел, повороты и движения этих маленьких девушек.
Художник показывает свои картины, время от времени дополняя пояснения воспроизведением какой-нибудь хореографической фигуры, имитацией, говоря языком танцовщиц, одной из арабесок. И поистине забавно видеть, как он, стоя на носках, с занесёнными над головой руками, смешивает эстетику танца с эстетикой живописи, рассуждая о нечистых тонах Веласкеса и силуэтности Мантеньи.»
Когда-то, Антуан Ватто, любитель театральных сюжетов, предпочитал рисовать обворожительных легкомысленных дам и изящных меланхоличных юношей в наигранных застывших позах, бывших для Ватто зримым символом красоты условного и хрупкого мира — прекрасного, отделённого своей ирреальностью от обыденной жизни. Будучи безупречным наблюдателем, Дега подмечал то, что никогда не было удостоено внимания художников прошлых лет: движение руки какой-нибудь сидящей рядом дамы, или оставленный кем-то бинокль, или одинокий веер, забытый на кресле молодой девушкой. Разве мог Антуан Ватто позволить себе изображать сцену, глядя на неё сквозь сотни зрителей, сидящих в зале, изображать не само действо, а профиль случайного соседа, невольно подслушанный разговор и мимику собеседников? Эдгар Дега воспринимал театр именно так. На тему танцовщиц Дега, в сильной степени, повлиял Оноре Домье. В своих литографиях он как раз и изображал случайные, выхваченные из общего плана театральные сценки, лица он превращал в гротесковые маски, напоминающие театральные маски Калло.
Хрупкие и невесомые фигурки балерин предстают перед зрителем то в полумраке танцевальных классов, то в свете софитов на сцене, то в короткие минуты отдыха. Кажущаяся безыскусность композиции и незаинтересованная позиция автора создают впечатление подсмотренной чужой жизни («Танцевальный класс», 1873—1875; «Танцовщица на сцене», 1878 — обе в Музее Орсэ, Париж; «Танцовщицы на репетиции», 1879, ГМИИ, Москва; «Голубые танцовщицы», 1890, Музей Орсэ, Париж). Та же отстранённость наблюдается у Дега и в изображении обнажённой натуры.
Много раз говорилось об отстранённости Дега по отношению к его моделям. В самом деле, изображение танцовщиц на картинах Дега лишено эротического чувства или ощущения какого-либо личного человеческого контакта. Некоторые знатоки творчества Дега считают, что можно заметить контраст между бесстрастной объективностью в обрисовке персонажей — и тёплым, живым чувством, разлитым в самой живописи. Это утверждение, возможно, близко к объективности там, где речь идёт о колорите фона, а вот утверждение, что картины Дега несут в себе и тонкую, чуть грустную иронию художника, и его глубокую нежность к моделям, похоже на эмоциональность самого искусствоведа и не может быть доказано. Вообще сфера чувств в живописи многих художников не выражена прямо, и все описания спектра эмоций, будто бы существующих в той или иной картине, лишь фантазии, которые не могут быть ни доказаны, ни опровергнуты. В этом их сила и слабость.

### Изображение кафешантанов в творчестве Дега
Наиболее точное свидетельство о кафешантанах принадлежит кисти аристократа и завсегдатая элегантных салонов парка Монсо Эдгара Дега, опередившего Тулуз-Лотрека на целое десятилетие. На протяжении последней трети XIX века, до появления кинематографа, кафешантаны оставались любимым местом отдыха парижан. Эти заведения были весьма разнообразны и встречались всюду, как в наши дни кинотеатры: на Монмартре, Страсбургском бульваре, на Елисейских полях и в пригороде. Самыми привлекательными были, конечно, те, что открывались летом, на свежем воздухе, в садах, иллюминированных белыми газовыми шарами.
Дега, не любивший открытого пространства, предпочитал искусственное освещение, газовая подсветка помогала ему найти новые решения. Своим друзьям-импрессионистам он говорил: «Вам нужна жизнь естественная, мне — искусственная». И тем не менее сцены из жизни кафешантанов на его полотнах отвечали первейшей задаче, поставленной импрессионистами перед собой, — отражать современность. Демократичность и даже некоторая вульгарность кафешантанов притягивали его. Такая атмосфера забавляла и развлекала Дега. Там встречались неординарные личности: чревовещательницы, эксцентрики, патриотки, крестьянки, сентиментальные дамочки, эпилептики… Типажи подобного рода существуют до сих пор, и, если поразмыслить, любую современную звезду эстрады можно причислить к одной из этих категорий. У Дега не было предпочтений; он охотно посещал как элегантные заведения на Елисейских полях, Ла Скала, Ба-Та-Клан, Элизэ-Монмартр, так и сомнительные кабаки Бельвиля и Ла Вилет, где его привлекали необычные силуэты.

### Личная жизнь
В личной жизни Дега был одновременно сдержанным и вспыльчивым; с ним случались приступы гнева. Друзья и члены его семьи отзывались о Дега как о неуклюжем прямом человеке. И действительно, однажды его с нежностью назвали «медвежонком» за частое ворчание и брюзжание. Отношение Дега к собственному телу было свободным от условностей. В самом деле, ванна, часто фигурирующая на его многочисленных поздних картинах моющихся женщин, была смело поставлена им посередине мастерской. Он также был известен как способный мимический актёр.
Не сохранилось никаких свидетельств стремления Дега к физической близости к танцовщицам балета или какой-либо из его натурщиц, впрочем, как и каких-либо иных сведений о личной жизни художника. Никто не знал, есть ли у Дега любовница. Сам Дега никогда не рассказывал о своих отношениях с женщинами.

### «Хлопковая контора»

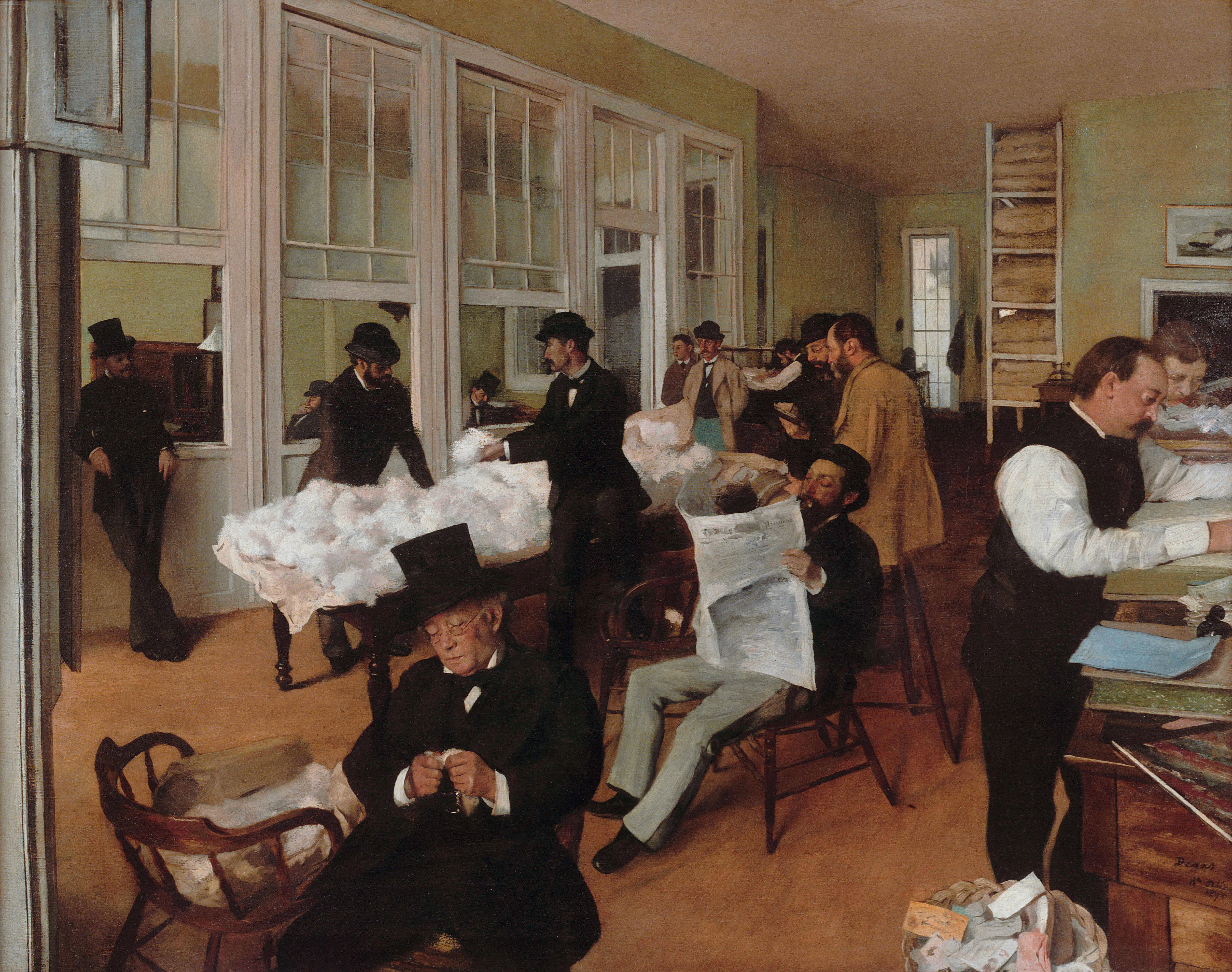
Хлопковая контора в Новом Орлеане. 1873 год

По возвращении во Францию Дега создаёт «Хлопковую контору» (1873 год), картину, замечательную по композиции, экспрессии, свету и цвету. Эту картину Дега написал во время поездки к своим родственникам в Новый Орлеан. Сюжет, выбранный им для своего полотна, — деловая контора — до этого тщательно обходили стороной все художники. Точные портреты персонажей великолепно вписаны Дега в атмосферу деловой обстановки, и в целом картина представляет собой живую зарисовку повседневной жизни, перекликаясь скорее с романами Эмиля Золя, чем с большинством работ современных Дега живописцев. Новый Орлеан был в то время четвёртым по величине городом Соединённых Штатов, а как морской порт соперничал с главным портом страны, Нью-Йорком. Основой процветания города была торговля хлопком. Дега писал своему другу: «Один хлопок. Все здесь живут только хлопком и ради хлопка». На переднем плане картины сидит дядя Дега, Мишель Мюссон, брокер хлопковой биржи; брат художника, Рене де Га, изображён читающим газету, а другой его брат, Ахилл де Га, прислонился к перегородке на заднем плане слева. Рене и Ахилл занимались импортом вина в Новый Орлеан, и Дега гордился их успехами. Сюда, в контору дяди, они просто заглянули ненадолго и потому бездельничают, в то время как все остальные заняты работой. Хотя работа производит впечатление спонтанности, её композиция была продумана так же тщательно, как и на всех полотнах Дега. Например, одетые в чёрное фигуры расставлены так, что ярко выделяются на заднем плане и словно выступают из картины. Позже он пишет портрет художника Лепика (Площадь Согласия)— в определённой степени революционный тип портретного искусства, когда окружение главного (условно) персонажа имеет не меньший вес, ценность и значение, чем герой портрета.

### «Заведение Телье»
Работы из серии монмартрских зарисовок были выполнены Дега на заказ для роскошного издания «Семья Кардиналь», задуманного Людовиком Галеви. С этой целью им было собрано множество этюдов, литографий, монотипий и рисунков. Тема заинтересовала Дега, и он продолжал её разрабатывать с воодушевлением, в духе Рабле, что тем более странно, так как Алеви вскоре отказался от своего замысла. При жизни Дега эти сделанные на скорую руку работы видели лишь немногие счастливчики, среди которых был приходивший от них в восторг Ренуар. Воллару удалось заполучить несколько рисунков для использования их в качестве иллюстраций к «Заведению Телье» Ги де Мопассана и «Гримасам куртизанок» Пьера Луиса. Лишь благодаря такому счастливому стечению обстоятельств эта малоизвестная сторона творчества Дега дошла до нас. Под предлогом желания оставить память о брате незапятнанной Рене де Га после его смерти уничтожил большую часть рисунков, найденных им в мастерской Эдгара.
Воллар, всегда медленно осуществлявший свои планы, опубликовал «Заведение Телье» с иллюстрациями Дега только в 1934 году. Книга получилась изумительная; купив экземпляр, Пикассо считал её жемчужиной в своём собрании. Позже он завещал её Лувру, где она до сих пор экспонируется в его личной коллекции.

### Пастели Дега
Пастель состоит из красящего пигмента в порошке, смешанного с небольшим количеством клейкого вещества (обычно гуммиарабика) и спрессованного в форме мелка. Пастель может давать и очень насыщенный и очень слабый тон, однако у неё есть большой недостаток: слой пастели, нанесённый на поверхность, чрезвычайно недолговечен и при малейшем касании может разрушиться. Для того чтобы избежать этого, поверхность обрабатывают специальным составом, предохраняющим рисунок, но цвета при этом заметно тускнеют. Пользоваться пастелью художники начали в конце XV века, а в XVIII веке пастель была в особой моде, и прежде всего в портретной живописи. Затем наступил период, когда о пастели забыли, и интерес к ней вновь пробудился только во второй половине XIX века. Некоторые ведущие художники-импрессионисты охотно пользовались пастелью, ценя её за свежесть тона и быстроту, с какой она позволяла им работать.
С годами Дега все чаще отдаёт предпочтение пастели, часто в сочетании с монотипией, литографией или гуашью. Пастель привлекает мастера благородством, чистотой и свежестью цвета, бархатистой поверхностью фактуры, живостью и волнующей вибрацией штриха. Никто не мог сравниться в мастерстве владения пастелью с Дега, который использовал её с мощью и изобретательностью, каких не достигал ни один из его современников. Дега — тонкий колорист, его пастели то гармоничные, светлые, то, напротив, построены на резких цветовых контрастах. Картины его кажутся случайно выхваченными из потока жизни сценами, но «случайность» эта — плод продуманной композиции, где срезанный фрагмент фигуры, здания подчёркивает непосредственность впечатления.
Манера Дега отличалась удивительной свободой, он накладывал пастель смелыми, ломаными штрихами, иногда оставляя проступающий сквозь пастель тон бумаги или добавляя мазки маслом или акварелью. Одним из открытий художника стала обработка картины паром, после чего пастель размягчалась и её можно было растушёвывать кистью или пальцами. В своих поздних работах, напоминающих праздничный калейдоскоп огней, Дега был одержим желанием передать ритм и движение сцены. Чтобы придать краскам особый блеск и заставить их светиться, художник растворял пастель горячей водой, превращая её в некое подобие масляной краски, и кистью наносил её на холст. Поздние работы Дега выделяются также интенсивностью и богатством колорита, которые дополняются эффектами искусственного освещения, укрупнёнными, почти плоскостными формами, стеснённостью пространства, придающей им напряжённо-драматический характер («Голубые танцовщицы», пастель, Государственный музей изобразительных искусств, Москва).
Дега не только по-новому использовал технику пастели, но и создавал с её помощью картины, превосходящие по размеру произведения других художников, выполненные пастелью. Иногда он сшивал для этого вместе несколько листов, чтобы получить поверхность нужного ему размера. В своих последних работах пастелью, выполненных уже тогда, когда его зрение сильно ослабело, величественные формы почти полностью растворяются в пожаре пылающих красок. Американский историк искусства Джордж Хеард Гамильтон писал об этих работах Дега: «Колорит его картин был последним и величайшим даром художника современному искусству. Даже у теряющего зрение Дега палитра оставалась близкой к палитре фовистов».
Техника пастели позволяла Дега яснее проявить свой талант рисовальщика, свою любовь к выразительной линии. В то же время сочные тона и «мерцающий» штрих пастели помогали художнику создать ту особенную красочную атмосферу, ту переливчатую воздушность, которая так отличает его работы. Всматриваясь в пастели Дега, с особенной ясностью осознаёшь сущность новых завоеваний живописи. Цвет здесь как бы возникает на ваших глазах из переливчатого сияния, из струящегося потока радужных «элементарных частиц», из вихря перекрещивающихся «силовых» линий. Все здесь полно осмысленного движения. Бег линий рождает форму, из вихря красочных штрихов рождается цвет. Особенно ощутимо это в «Голубых танцовщицах» из московского музея, где из радужного мерцания чистых тонов как бы возникает мелодия танца. Среди десяти работ Эдгара Дега, хранящихся в российских музеях, только одна («Танцовщица у фотографа» из Музея изобразительных искусств имени А. С. Пушкина) написана масляными красками. Остальные выполнены пастелью.
За всю свою жизнь Дега создал огромное количество подготовительных набросков и законченных произведений. Его графические работы могут служить свидетельством творческого роста, который прошёл художник, они наглядно демонстрируют, как мастер составлял пастельные композиции с изображением танцевальных сцен из отдельных набросков, движений и поз. В этих работах колористический подход автора гораздо смелее, чем в его живописных произведениях. В них он использовал цвет свободно и хлёстко.

### Позднее творчество
К концу 80-х годов Дега, по существу, реализовал своё желание «стать знаменитым и неизвестным». Он был практичным и умел распорядиться своим влиянием, постоянно контактировал со многими художниками, и такая активность начинала раздражать некоторых из его коллег. Как лишнее доказательство того, что он уверен в своём таланте и спокоен за свою позицию, Дега замыкается в узком кругу близких друзей. Он выставляется лишь в немногих избранных публичных местах, что вызывает интерес к нему со стороны респектабельных художественных журналов Парижа. Растёт продуктивность Дега, количество законченных работ, предназначенных для продажи, одновременно он тщательно планирует с группой надёжных торговцев свою стратегию на торгах. Самым видным из них был Дюран-Рюэль, с которым Дега познакомился в начале 70-х годов. Дега осознавал давление коммерческого пресса и, судя по всему, проводил различие между ориентированными на рынок «товарами», как он называл, и остальными своими произведениями. Первые прежде всего характеризовались высокой степенью отделки, вторые были явно более авангардными. Несколько из них оказались в галерее Тео Ван Гога (брата Винсента). Хотя Дега все дальше уходил от той видной и активной роли, которую он играл в общине парижских художников, его влияние на молодое поколение возрастало. Дега никогда не имел никаких учеников, но многие художники, например, Поль Гоген, Жорж Сера, Анри Тулуз-Лотрек, признавали его влияние на своё искусство.
Оценивать работы Дега более поздних лет непросто. Дело в том, что где-то в 1886 году он перестал пользоваться записными книжками, а именно из них исследователи почерпнули немало информации о ранних периодах его творчества. Начиная с 90-х годов произведения Дега несут на себе отпечаток стареющего человека, чьё тело, душа, моральный дух подверглись в последние двадцать семь лет жизни тяжким испытаниям. Остроумие и юмор сменились более серьёзным тоном, творческая продуктивность постепенно снижалась из-за надвигавшейся слепоты. Отмечалось, что в работах этого периода Дега сполна отдал дань абстрактным элементам своего искусства. Возросла интенсивность цвета, а линия стала более энергичной и приобрела большую экспрессивность. Хотя пространство, как и раньше, оставалось театральным (нереальным) или неопределённым, фигуры, теперь это были в основном купальщицы, тоже не пощадило время, не без усилий справляются они со своими ослабевшими телами. И тем не менее в них присутствует сильная, несгибаемая воля самого художника. Часто эти поздние работы интерпретируют как всего лишь результат старческих недугов художника, угнетённого прогрессирующей слепотой, ставшего нетерпимым, страдавшего от меланхолии и одиночества, превратившегося в антисемита под влиянием дела Дрейфуса. Да, все, сказанное выше, правда, но правда и то, что Дега не утратил гибкости ума, оставался яркой противоречивой личностью, искал новые пути в искусстве.
К 1882 году у художника начинает резко ухудшаться зрение, и Дега начал обращаться к пастельной технике, а затем и к скульптуре. Фигуры, изображённые на его поздних полотнах, всегда укрупнены так, словно художник рассматривает их с очень близкого расстояния. Эдгар Дега был практически универсальным художником не только в плане жанров, но и в плане техники, в которой он выполнял свои работы. Постепенно Дега почти полностью переходит от масла к пастели, поскольку эта техника позволяла ему ощущать непосредственную близость к поверхности картины и позволяла меньше напрягать зрение. Но пастель сыпется с картины, её надо закреплять специальным раствором, а в результате краски темнеют. Поэтому в итоге Дега изобрёл свой способ сделать масло по характеристикам близким к пастели, и стал писать маслом в технике пастели.

### Скульптуры Дега
Лепить маленькие восковые скульптуры Дега начал в конце 1860-х годов, и, по мере того как ухудшалось его зрение, художник все больше внимания уделял именно этому жанру. Темы скульптур Дега повторяли темы его картин — танцовщицы, купальщицы или скачущие жокеи. Эти работы Дега лепил для себя, они заменяли ему этюды, и лишь немногие скульптуры он доводил до конца. Со временем Дега все чаще и чаще обращается к скульптуре, поскольку здесь он может больше полагаться на осязание, чем на почти утраченное зрение. Сам Дега металлом и камнем не занимался: он делал только скульптуры из мягких материалов исключительно для себя. В фигурах балерин, купальщиц, лошадей (часто этюдных по лепке) Дега добивался пластически выразительной передачи мгновенного движения, остроты и неожиданности позы, сохраняя при этом пластическую цельность и конструктивность фигуры.
Поддержанный приятелем-скульптором Бартоломе, Дега создал большое количество восковых и глиняных фигур танцовщиков и лошадей. Дега ценил воск за его изменяемость, друзья, посещавшие мастерскую художника, иногда находили на месте скульптуры восковой шар: по-видимому, Дега посчитал своё произведение неудачным. Ни одну из этих скульптур, за исключением «Маленькой четырнадцатилетней танцовщицы», Дега никогда не выставлял. После смерти Дега в его мастерской нашли около 70 сохранившихся работ, и наследники художника перевели их в бронзу, — сам Дега никогда не работал с бронзой. Первые образцы этих скульптур появились в 1921 году. Много лет считалось, что сами восковые скульптуры, с которых делали отливки, не могли сохраниться, однако они были обнаружены в подвале в 1954 году; как выяснилось, для отливки были использованы специально сделанные дубликаты. В следующем году все восковые скульптуры Дега были куплены американским коллекционером Полем Меллоном, который, подарив небольшую часть работ Лувру, до сих пор остаётся владельцем большинства из них. С каждой восковой скульптуры было сделано примерно 20-25 отливок, таким образом, общее количество копий составляет около 1500. Некоторые из них можно увидеть в крупных музеях по всему миру, а кое-где, например, в Глипотеке Ню Карлсберг, Копенгаген, имеется их полный набор.

### Рисунки Дега
Рисунок был краеугольным камнем всего творчества Дега. Художник упражнял руку, работая в традициях Энгра, одного из самых выдающихся рисовальщиков в истории европейского искусства. Дега помогала феноменальная зрительная память и врождённое чувство пластики линии и контура. Он был рождён для рисунка.
В своих ранних рисунках Дега добивался потрясающей точности и натурализма, часто используя для этого карандаш. Однако в 1870-е годы манера художника стала более свободной и плавной, в это время Дега почти полностью отказался от карандаша и перешёл на белый мел и чёрный уголь. Потрясающий эффект, которого он добивался с помощью этой техники, отлично иллюстрирует не датированный «Набросок с двумя всадниками». Дега использовал и другую технику письма и очень часто комбинировал разные материалы в рамках одной работы. Большинство рисунков Дега — это наброски и зарисовки человеческих фигур, как, например, «Балерина, завязывающая туфлю», 1880—1885. Этот рисунок выполнен не столько карандашом, сколько углём. Обычно художник делал целый ряд предварительных набросков, а иногда использовал один и тот же этюд для нескольких разных полотен.

### Новаторство Дега
Искусству Дега присуще сочетание прекрасного, порой фантастичного, и прозаического. Увлечённый многообразием и подвижностью городской жизни, он пишет современный ему Париж (улицы, театр, кафе, скачки) в непрерывно сменяющихся аспектах. Произведения Дега, с их строго выверенной композицией (асимметричной, обладающей динамической фрагментарностью кинокадра), с их точным и гибким рисунком, неожиданными ракурсами, активным взаимодействием фигуры и пространства (часто как бы вывернутого на плоскость), сочетают кажущиеся непредвзятость и случайность с тщательной продуманностью и точным расчётом не страраясь.
Дега стремился к максимальной «реалистичности» или «натуралистичности» своих произведений. Несмотря на то что эти два термина часто взаимозаменялись, в действительности натурализм был более прогрессивной формой реализма, так как он обогащался новейшими достижениями науки. Писатель и журналист Эдмон Дю-ранти, приятель Дега, настойчиво призывал друзей следить за открытиями в науке, использовать новшества, чтобы искусство художника шло в ногу со временем. То, как Дега следовал этому научному реализму, можно проиллюстрировать его отношением к демонстрации произведений на выставках импрессионистов.
Размещая все картины каждого художника в комнатах с интимной цветовой гаммой, со стенами, окрашенными в непривычные тона, воздействие которых дополняло картины, и продлевая вечерние часы посещения, когда зажигали газовые лампы, Дега и его коллеги создавали эффекты, действуя в соответствии с последними открытиями оптической физики. Как и другие импрессионисты, Дега придавал большое значение рамам, он сам проектировал их цвет и очертания. Как позже объяснял Клод Моне, Дега делал это для того, чтобы «заставить раму помогать произведению и дополнять его», таким образом усиливая цвета. Дега даже специально оговаривал, что рамы его картин не должны меняться. Когда однажды он увидел свою картину, вставленную в обычную позолоченную литую раму, то в ярости сам приобрёл её.
О том, что Дега увлекался техническими изобретениями, свидетельствуют его гравюры, он также по-новому использовал и традиционные, к примеру, пастель и темперу, основанную на клее, а не на масле. Оба эти материала сухие или быстро сохнущие, непрозрачные, что позволяло Дега легко вносить в свои композиции (и маскировать) изменения. Используя их экспрессивный потенциал для изображения современного ему мира оперы и кафешантанов, Дега убедился, что хрупкость этих материалов как нельзя лучше подходит для передачи мимолётных радостей исполнительского искусства.
Отсутствие глубокой традиции в этой технике позволяло Дега свободно использовать для основания бумагу, эластичную и податливую, которую во время работы над композицией можно было добавлять или убирать. Кроме того, для создания тональных плоскостей ему служили растушёвка и собственные пальцы, с помощью щётки и воды он наносил стёртые в порошок пигменты пастельных карандашей, чтобы получить плавные переливы красок. Его усилия увенчались появлением нового словаря реализма, подобно тому, как это удалось сделать в современной ему литературе братьям Гонкурам (Эдмону-Луи-Антуану и Жюлю-Альфреду) и Эмилю Золя. Критики сетовали на произвольность странных точек обзора, на срезанные формы и покатые полы на его картинах. Эти элементы были частью идеологии реализма-натурализма. В действительности за спонтанностью его композиций скрывалась их тщательная подготовка. Дега был, по определению Эдмона де Гонкура, посетившего мастерскую художника, «человеком, который лучше, чем кто-либо другой, сумел, транскрибируя современную жизнь, уловить её душу».

### Закат
Почти за десять лет до своей смерти Дега практически перестал писать. Он жил один. В то время как Ренуар и Моне наслаждались теплом семейного очага, Дега жил все более одиноко в своей холостяцкой квартире, захламлённой хаотическим нагромождением роскошных и пыльных холстов, вещей и редких ковров. Смерть унесла многих его ближайших старинных приятелей, а скверный характер лишил общества немногочисленных оставшихся в живых друзей. Поль Валери, иногда заходивший навестить Дега в мастерской, оставил описание безрадостного существования почти ослепшего художника, который уже не мог писать, и лишь немного рисовал углём. Однако к 80 годам он был уже признанным художником, его картины продавались по баснословным для того времени ценам.
Эдгар Дега скончался 27 сентября 1917 года в Париже в возрасте 83 лет, будучи признанным мастером и авторитетным живописцем, по праву считавшимся одним из ярчайших представителей импрессионизма, оригинальным творцом. Согласно последней воле Дега похороны прошли скромно, хотя проводить Дега в последний путь собралось много старых друзей, среди которых были Клод Моне и художник Жан-Луи Форен. Дега просил не произносить траурных речей во время его похорон и особенно настаивал на том, что, если Форену придётся сказать несколько слов, пусть это будет самая простая фраза, вроде: «Он, как и я, очень любил рисовать».
В честь Эдгара Дега назван кратер на Меркурии.

## Творческая манера
Дега мало интересовал пейзаж, занимавший центральное место в творчестве импрессионистов, и он не стремился запечатлеть на полотне ускользающую игру света и тени, так завораживавшую Моне. Дега вырос из традиционной живописи, которая так мало значила для других импрессионистов. Дега можно отнести к импрессионизму только благодаря трепещущей, светящейся игре красок. Общим, как для Дега, так и для остальных импрессионистов, был, пожалуй, только жадный интерес к живописным сюжетам современной жизни и стремление запечатлеть её на полотне каким-то новым, необычным способом. Сам Дега говорил: «Надо иметь высокое представление об искусстве; не о том, что мы делаем в настоящий момент, а о том, чего бы хотели в один прекрасный день достичь. Без этого не стоит работать». Огюст Ренуар сказал о своём друге: «Дега был прозорлив. Не скрывался ли за чёрным сюртуком, твёрдым крахмальным воротничком и цилиндром самый революционный художник во всей новой живописи?»
Ирония судьбы, но именно в 1890-х, после распада группы импрессионистов, работы Дега стали наиболее близки по стилю именно к импрессионизму. Однако размытые формы и яркие тона, которые он начал использовать в эти годы, были скорее следствием прогрессирующей потери зрения, чем стремлением художника к характерным для импрессионизма цветам и формам. Спонтанность не была присуща художнику, и он сам говорил: «Всему, что я делаю, я научился у старых мастеров. Сам я не знаю ничего ни о вдохновении, ни о стихийности, ни о темпераменте». Особый драматизм образов очень часто рождается из неожиданно смелого движения линий, необычной композиции, напоминающей моментальную фотографию, на которой фигуры с оставшимися за кадром отдельными частями тела сдвинуты по диагонали в угол, центральная часть картины представляет собой свободное пространство («Оркестр Оперы», 1868—1869, Музей Орсэ, Париж; «Две танцовщицы на сцене», 1874, Галерея института Варбурга и Курто, Лондон; «Абсент», 1876, Музей Орсэ, Париж). Для создания драматического напряжения художник использовал также направленный свет, изображая, например, лицо, разделённое прожектором на две части: освещённую и затенённую («Кафешантан в Амбассадёр», 1876—1877, Музей изящных искусств, Лион; «Певица с перчаткой», 1878, Музей Фогт, Кембридж). Этот приём впоследствии использовал А. де Тулуз-Лотрек в афишах для Мулен-Руж.
Его дар наблюдения, точность и зоркость взгляда были несравненны. А силой зрительной памяти с ним мог сравниться разве только Домье. Наблюдательность Дега и феноменальная зрительная память позволяли ему с необычайной точностью улавливать жесты, позы, схватывать на ходу характерные движения и передавать их с необыкновенной правдивостью. Дега всегда тщательно продумывал композицию своих картин, зачастую делая множество набросков и этюдов, а в последние годы жизни, когда угасающее зрение уже не давало ему возможности искать новые темы, он снова и снова обращался к своим любимым образам, переводя иногда контуры фигур со старых полотен с помощью копировальной бумаги.
Произведения Дега с их строго выверенной и одновременно динамичной, часто асимметричной композицией, точным гибким рисунком, неожиданными ракурсами, активным взаимодействием фигуры и пространства сочетают кажущиеся непредвзятость и случайность мотива и архитектоники картины с тщательной продуманностью и расчётом. «Не было искусства, менее непосредственного, чем моё», — так сам художник оценивает собственное творчество. Каждое его произведение — итог длительных наблюдений и упорной, кропотливой работы по их претворению в художественный образ. В творчестве мастера нет ничего от экспромта. Завершённость и продуманность его композиций заставляет порой вспомнить полотна Пуссена. Но в результате на холсте возникают образы, которые не будет преувеличением назвать олицетворением мгновенного и случайного. Во французском искусстве конца XIX века работы Дега в этом отношении являются диаметральной противоположностью творчеству Сезанна. У Сезанна картина несёт в себе всю непреложность миропорядка и выглядит полностью завершённым микрокосмом. У Дега же она содержит лишь часть срезанного рамой мощного потока жизни. Образы Дега исполнены динамизма, они воплощают ускорившиеся ритмы современной художнику эпохи. Именно страсть к передаче движения — этой, по словам определила любимые сюжеты Дега: изображения скачущих лошадей, балерин на репетиции, прачек и гладильщиц за работой, одевающихся или причесывающихся женщин.
Подобные методы предполагают скорее точный расчёт, чем свободу и вдохновение, но они говорят и о необыкновенной изобретательности художника. В творческих поисках Дега выступает как один из самых смелых и оригинальных художников своего времени. В начале профессионального пути Дега доказал, что может мастерски писать в традиционной манере маслом по холсту, однако в зрелые годы он широко экспериментировал с различной техникой или с сочетанием материалов. Он чаще рисовал не на полотне, а на картоне и использовал разную технику, например масло и пастель, в рамках одной картины. Страсть к эксперименту была у художника в крови — недаром ещё в 1879 году один из обозревателей, посетивший выставку импрессионистов, писал, что Дега «без устали ищет новую технику».
Таким же творческим был подход художника к гравюре и скульптуре. Манера Дега сложилась под влиянием разных художников. Он глубоко почитал, например, Энгра, и сам причислял себя к пишущим в традиционной манере, которую исповедовал Энгр. Это влияние хорошо просматривается в ранних работах Дега — ясных, классических по духу, с чётко выписанными формами. Как и многие его современники, Дега испытал влияние японской графики с её необычными ракурсами, к которым сам прибегал в своих последующих работах. В картинах Дега немало следов неожиданной для европейского искусства фрагментированности на японских ксилографиях какемоно. Фотография, которой увлекался Дега, сделала более свежей и необычной композицию его полотен. Некоторые его работы создают впечатление мгновенного снимка, однако на самом деле это ощущение является плодом долгой и кропотливой работы художника.
Эдмон Гонкур писал о Дега: «Человек в высшей степени чувствительный, улавливающий самую суть вещей. Я не встречал ещё художника, который, воспроизводя современную жизнь, лучше схватывал бы её дух» В конечном итоге Дега сумел выработать свой собственный, неповторимый взгляд на впечатления окружающего нас мира. Иногда его называют холодным, бесстрастным наблюдателем, особенно при написании женских портретов, однако Берта Моризо, одна из выдающихся художниц того времени, говорила, что Дега «искренне восхищался человеческими качествами молоденьких продавщиц в магазине». Не многие другие художники так упорно изучали человеческое тело, как Дега. Говорят, что к концу сеанса модели Дега были не только смертельно уставшими от долгого позирования, но и расписанными полосками, которые теряющий зрение художник наносил на их тела как разметку, помогавшую ему точнее определить пропорции.
«В течение всей своей жизни, — писал Поль Валери, — Дега искал в изображении обнажённой фигуры, рассмотренной со всех точек зрения, в невероятном количестве поз, во всевозможных движениях, ту единственную систему линий, которая выразила бы с величайшей точностью не только данный миг, но и наибольшее обобщение. Ни грация, ни мнимая поэзия не входят в его цели. Его произведения ничего не воспевают. В работе надо оставлять какое-то место случаю, чтобы могли возникнуть некие чары, возбуждающие художника, завладевающие его палитрой и направляющие его руку. Но Дега, человек по своему существу волевой, не удовлетворяющийся никогда тем, что получается сразу, обладавший слишком критическим умом и слишком воспитанный величайшими мастерами, — никогда не отдавался непосредственному наслаждению в работе. Мне нравится эта суровость».
Ренуар однажды заметил, что, «если бы Дега умер в пятьдесят, его запомнили бы как отличного художника, и не более того. Однако после пятидесяти его творчество настолько расширилось, что он на самом деле превратился в Дега». Пожалуй, тут Ренуар не совсем прав. К тому времени, когда Дега исполнилось 30, он уже создавал полотна, вошедшие в сокровищницу мирового искусства. С другой стороны, Ренуар верно подметил, что зрелые работы Дега более индивидуальны, они в самом деле «расширились» по стилю, — это и отличает их в первую очередь от ранних работ художника. Продолжая свято верить в то, что рисунок в живописи является основой основ, Дега при этом начинает меньше заботиться о красоте и чёткости контура, выражая себя с помощью разнообразия форм и богатства цвета.
Такое расширение стиля совпало по времени с возросшим интересом Дега к пастели, которая постепенно стала его главным материалом для рисования. В своих картинах маслом Дега никогда не стремился изображать изломанную фактуру, любимую остальными импрессионистами, предпочитая писать в спокойном ровном стиле. Однако в работах пастелью подход художника становится гораздо смелее, и он использует цвет так же свободно, как использовал его, работая мелом или углём. Пастель в самом деле находится на грани между рисунком и живописью, а сам Дега говорил, что она позволяет ему стать «колористом с линией».

## Галерея

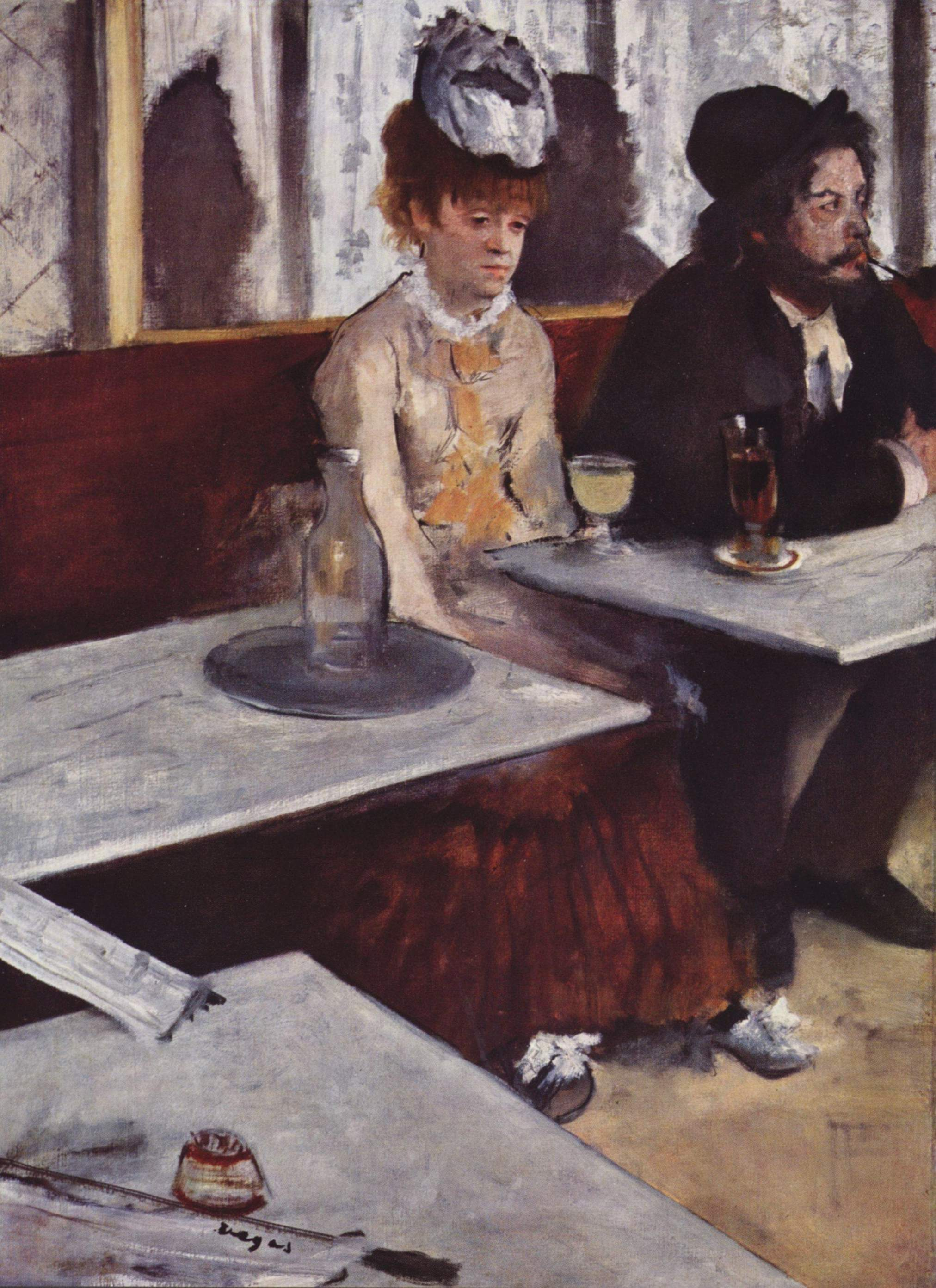
Абсент, 1876, музей Орсе, Париж
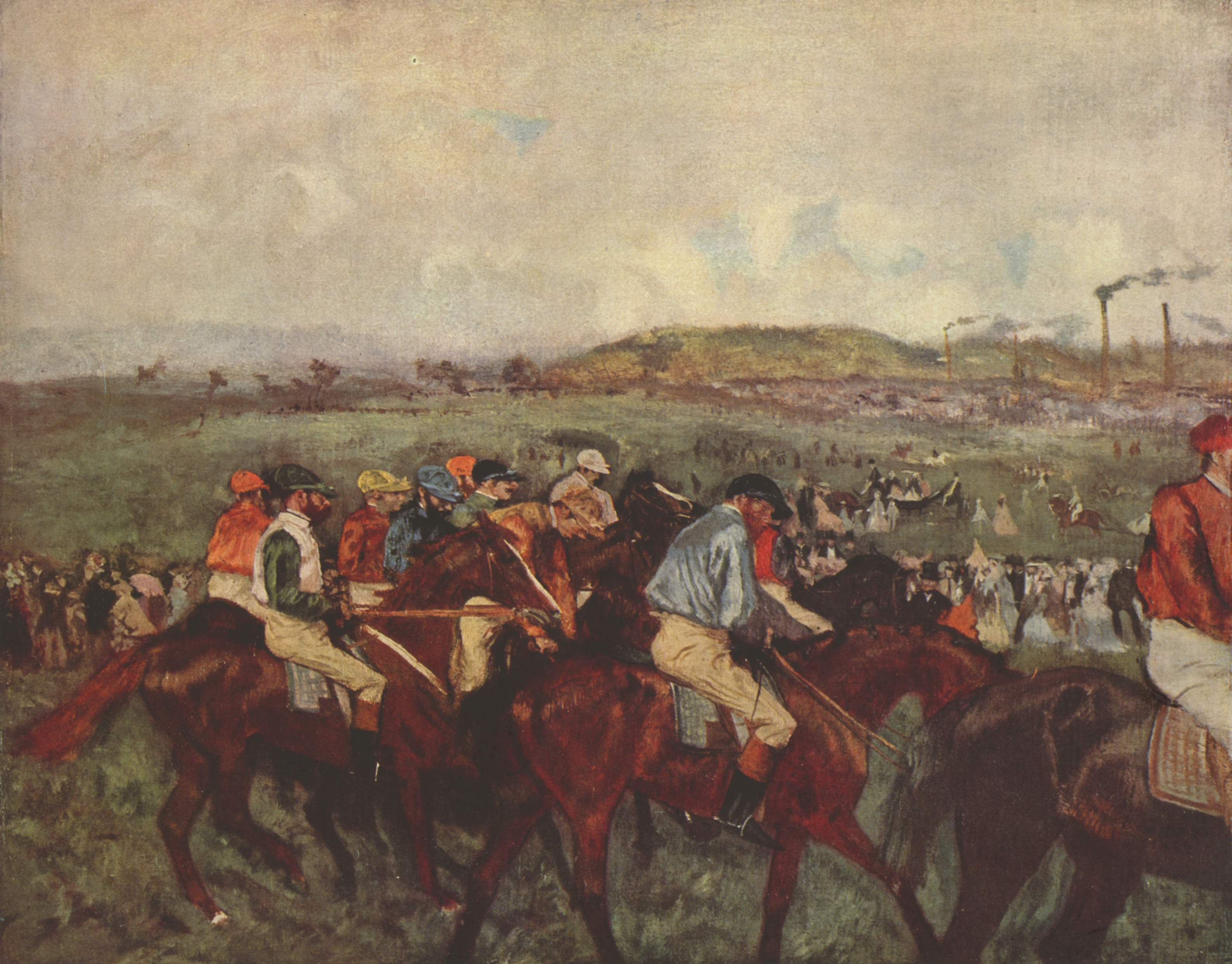
Перед стартом, 1862—1880, музей Орсе, Париж
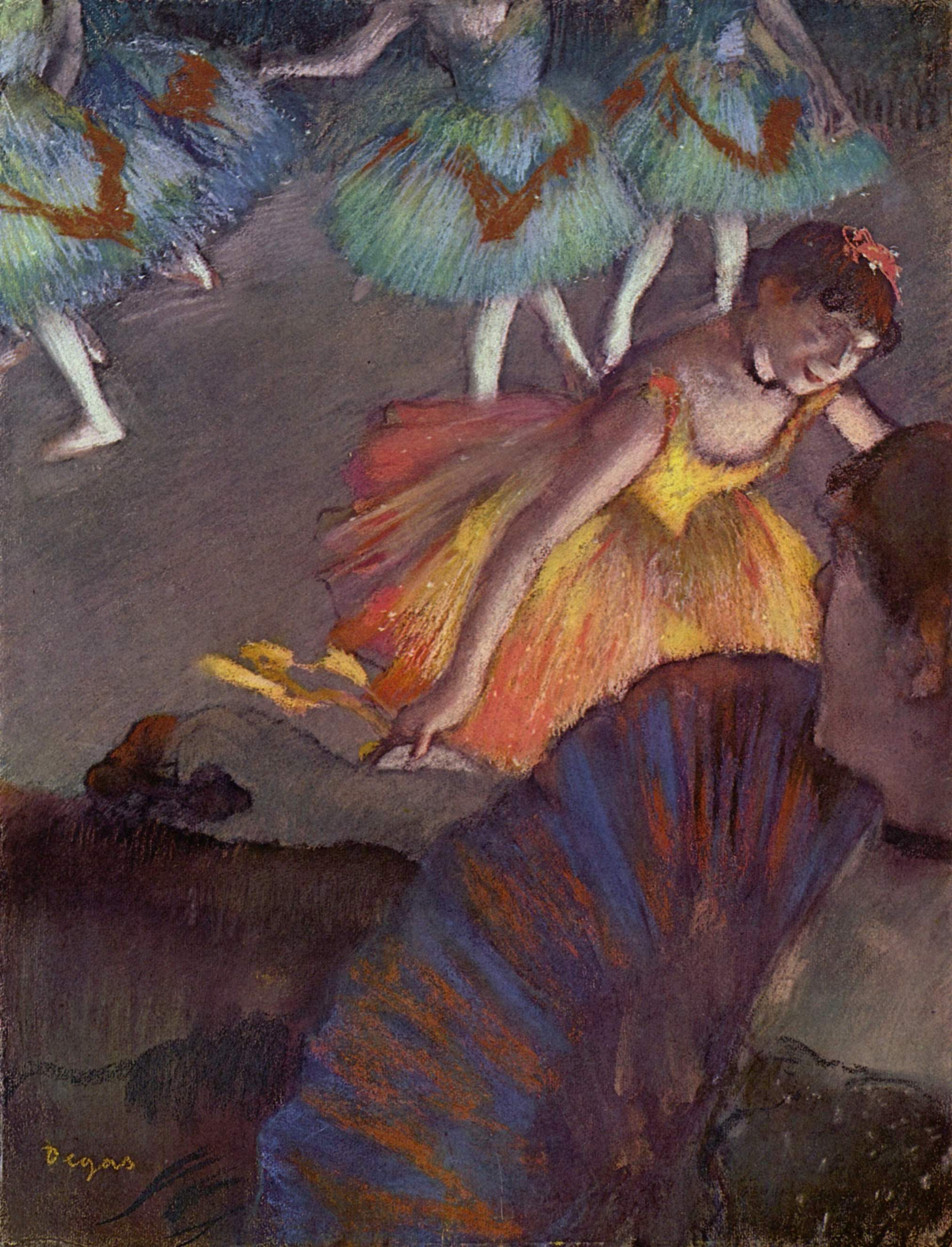
Балетный спектакль — Вид на сцену из ложи, 1885, Художественный музей, Филадельфия
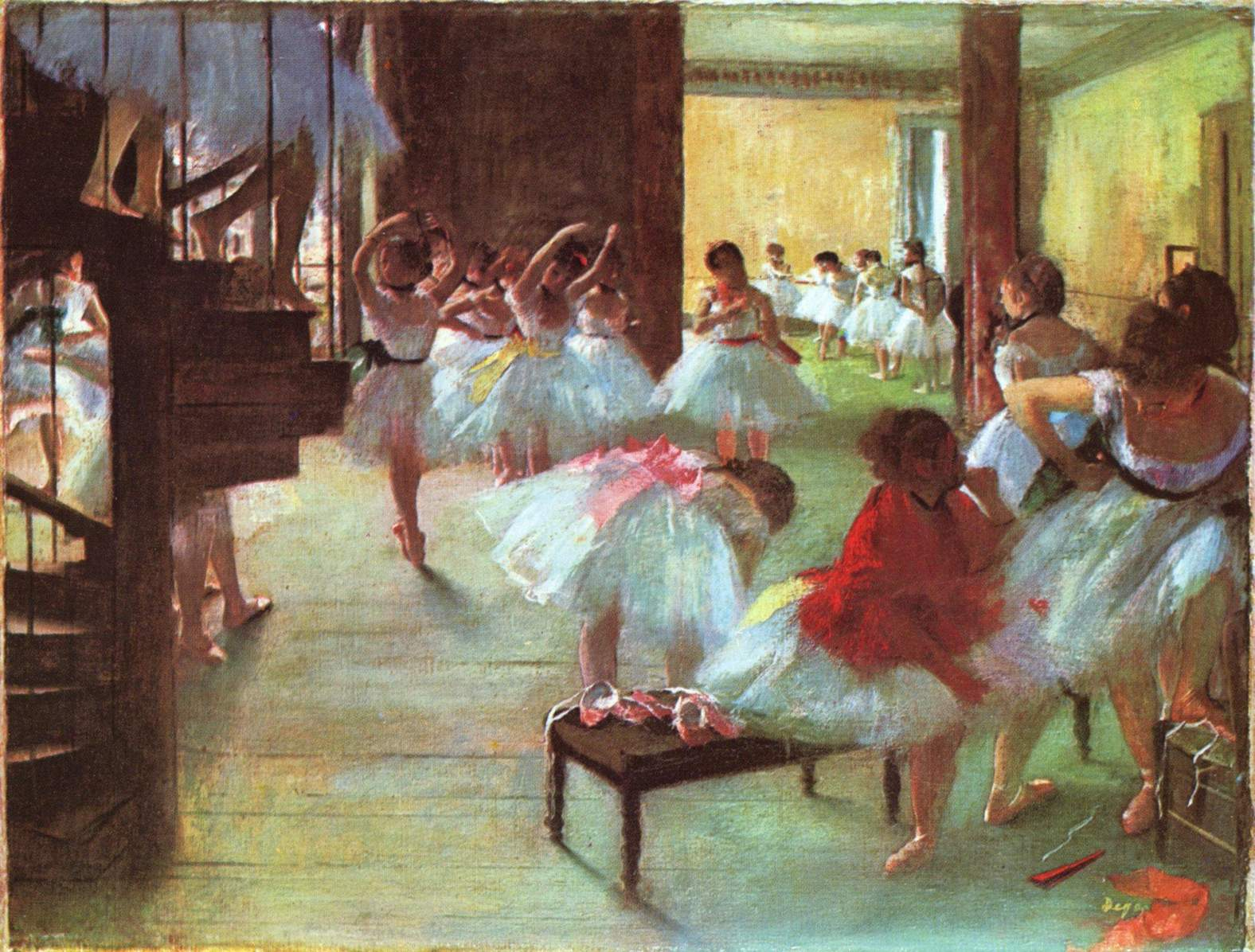
Балетная школа
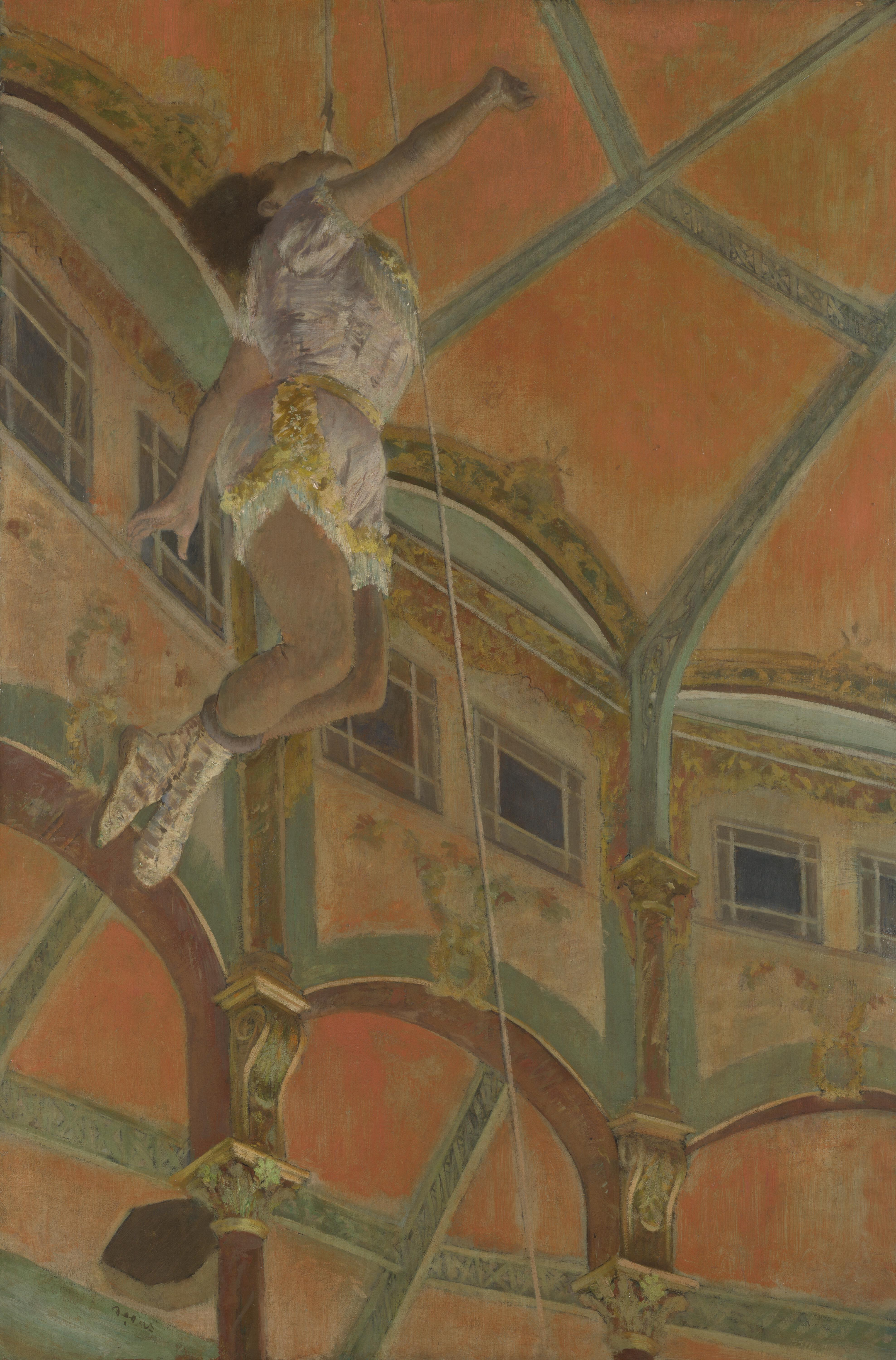
Мисс Лала в цирке Фернандо
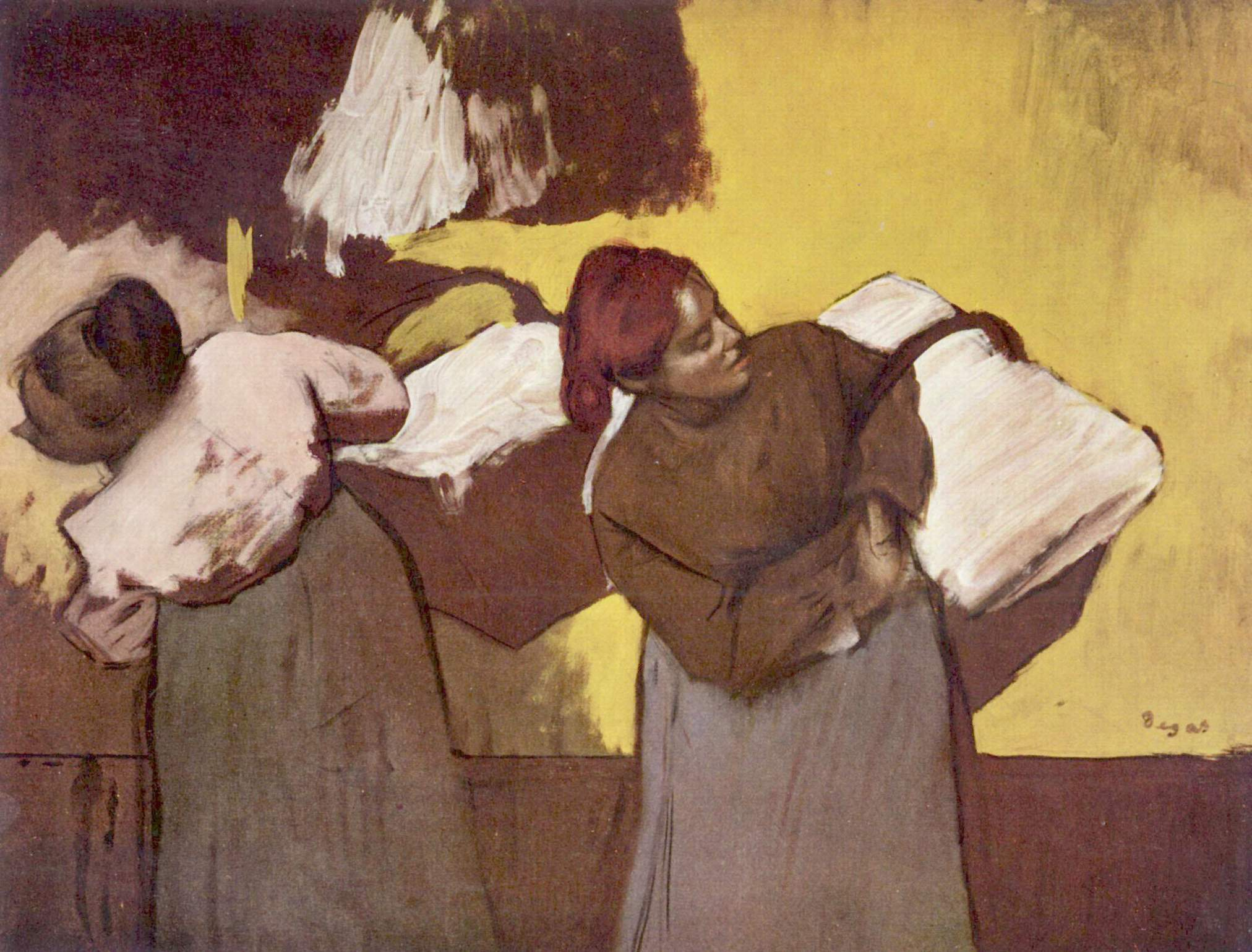
Прачки с бельём
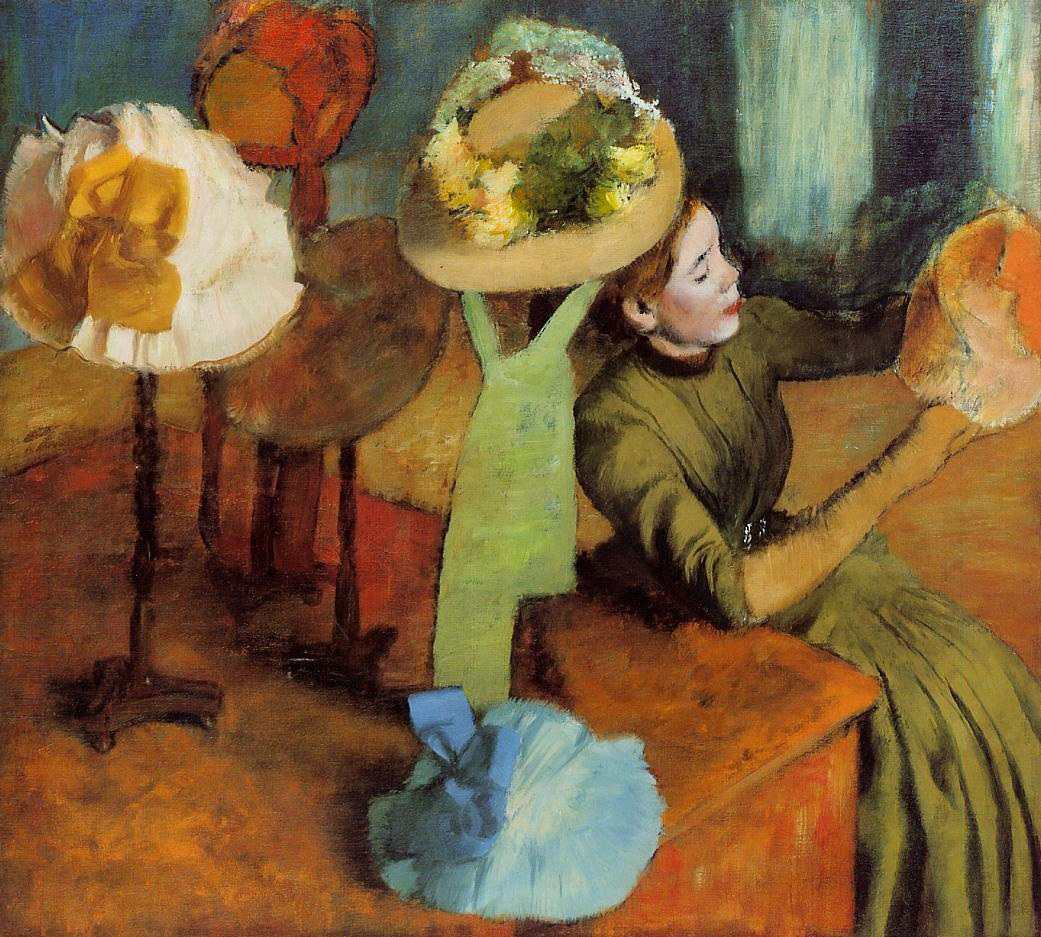
У модистки
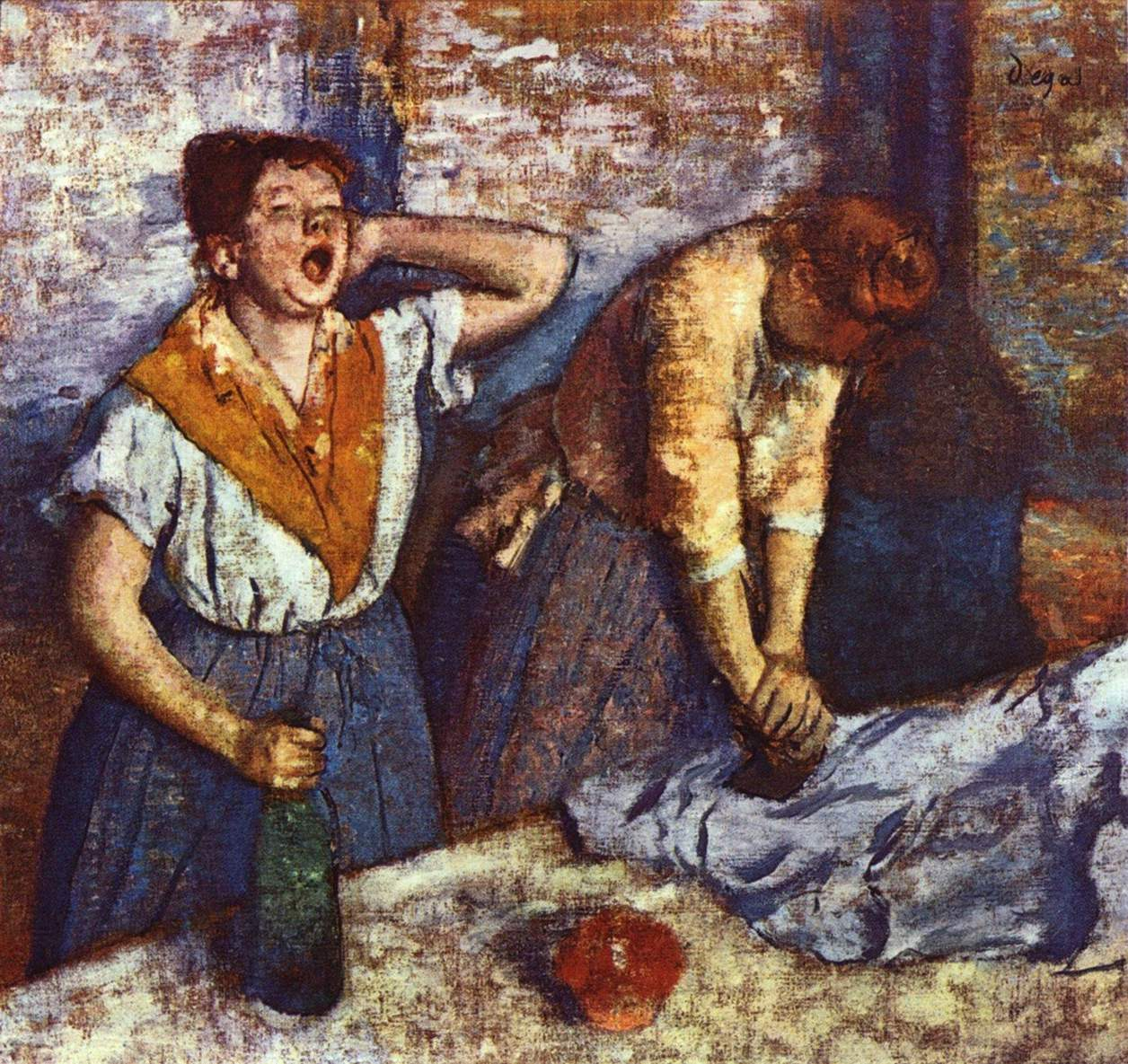
Гладильщицы
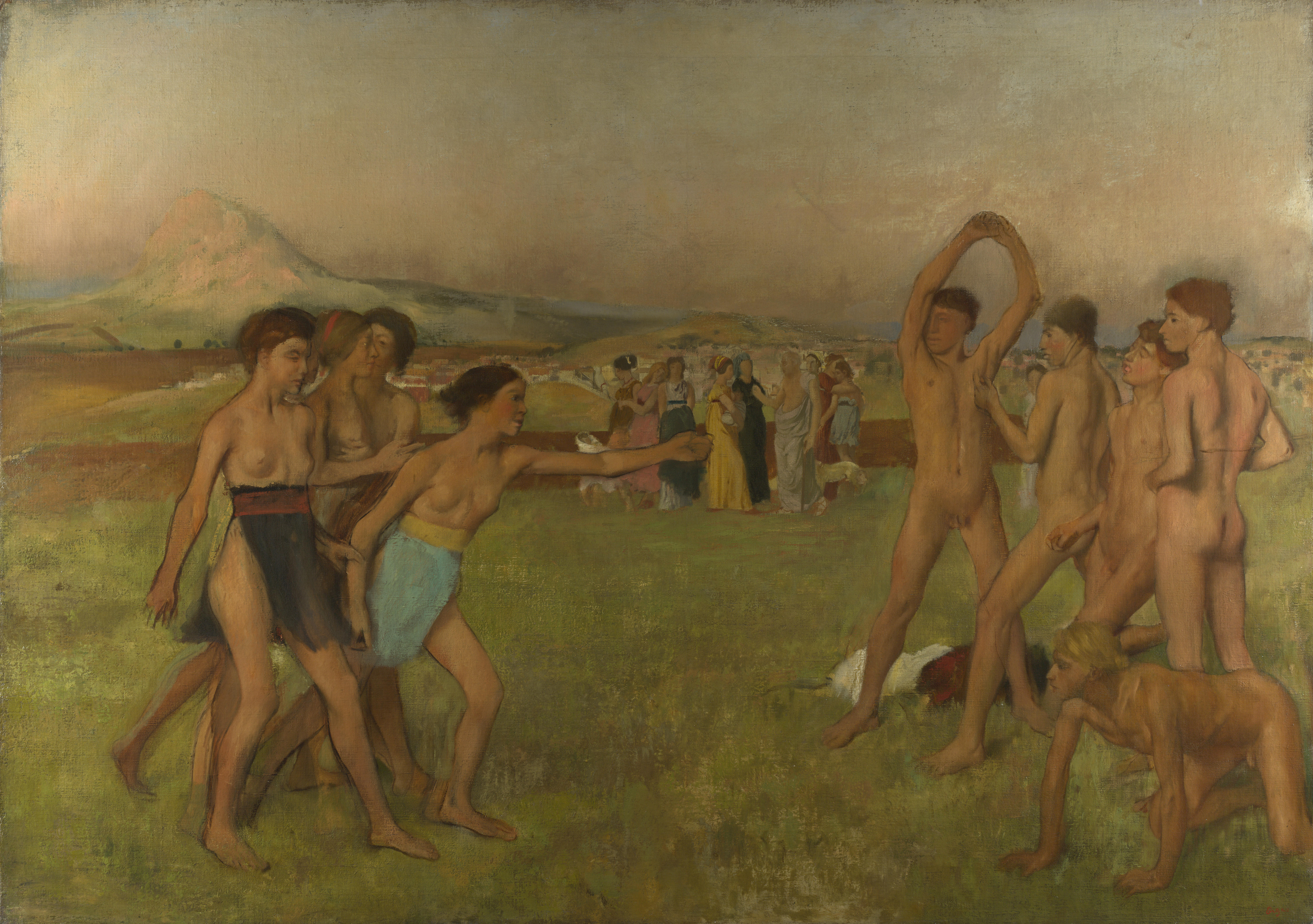
Юные спартанцы, 1861
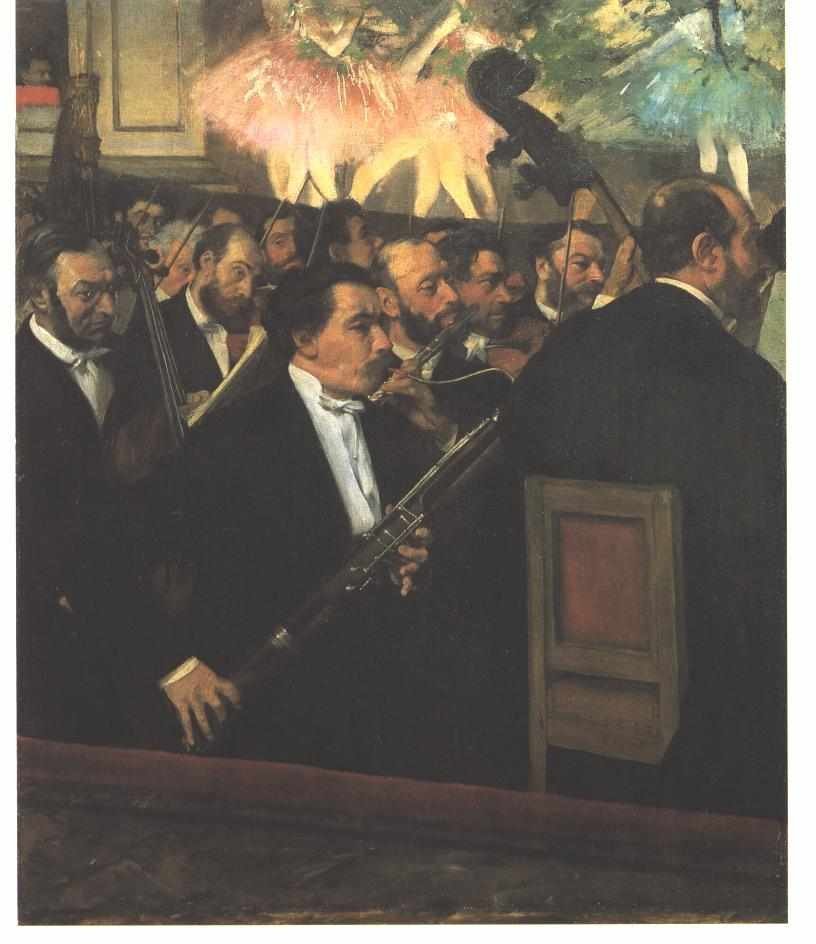
Оркестр Оперы (1867—1868 гг.), Музей Орсе, Париж
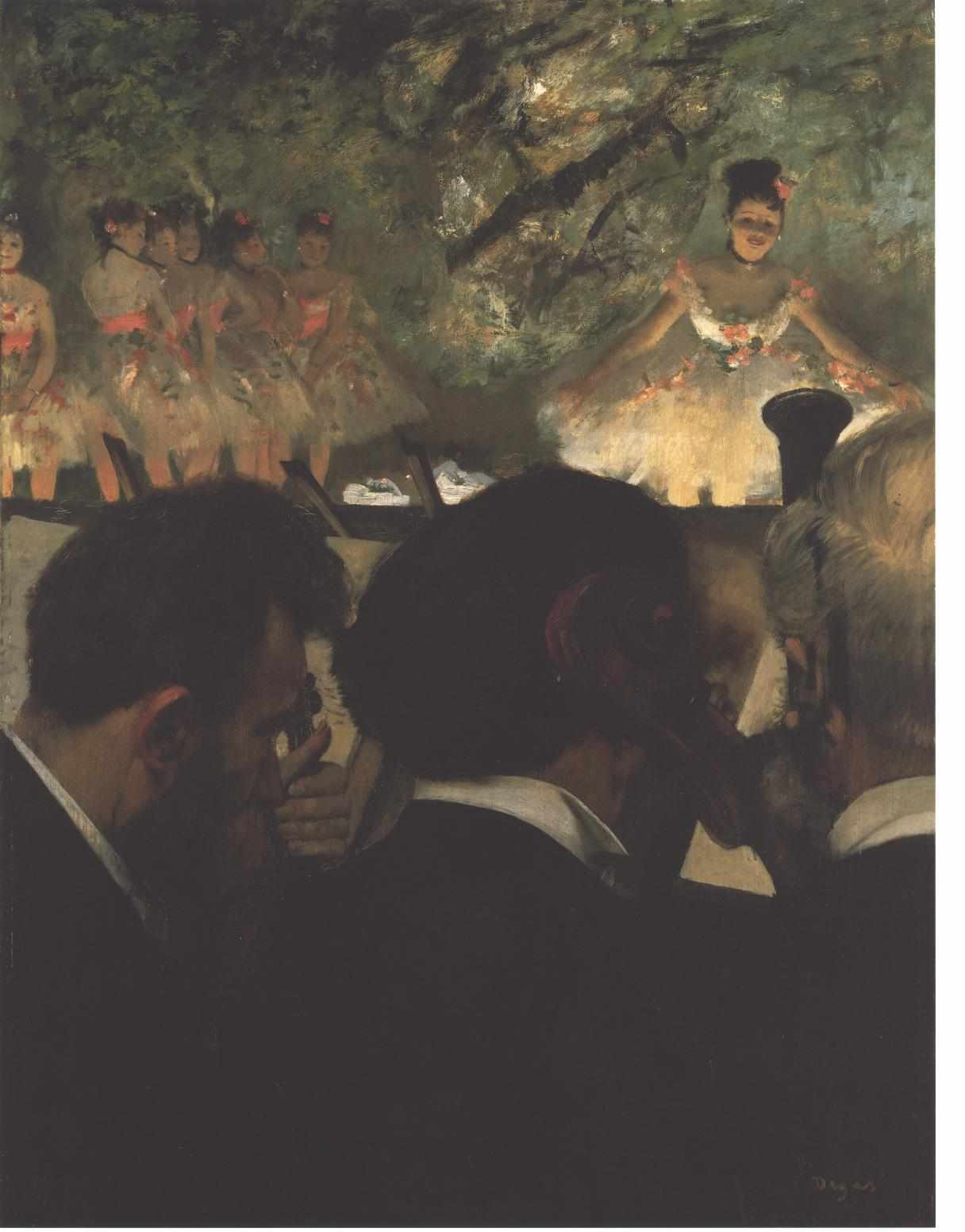
Музыканты в оркестре (1870—1871), Городской институт искусств, Франкфурт-на-Майне
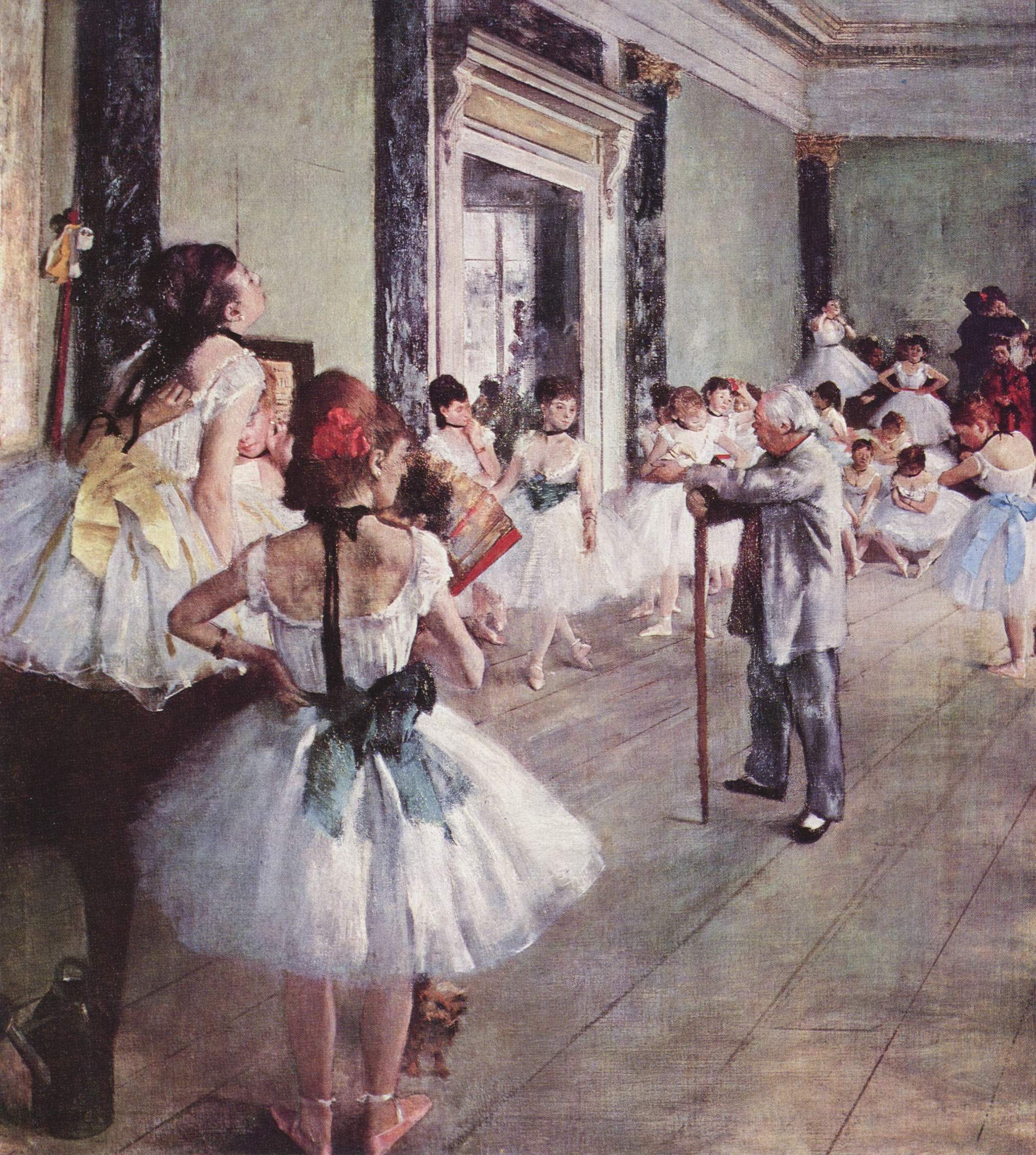
Урок танца (1873—1875), Музей Орсе, Париж
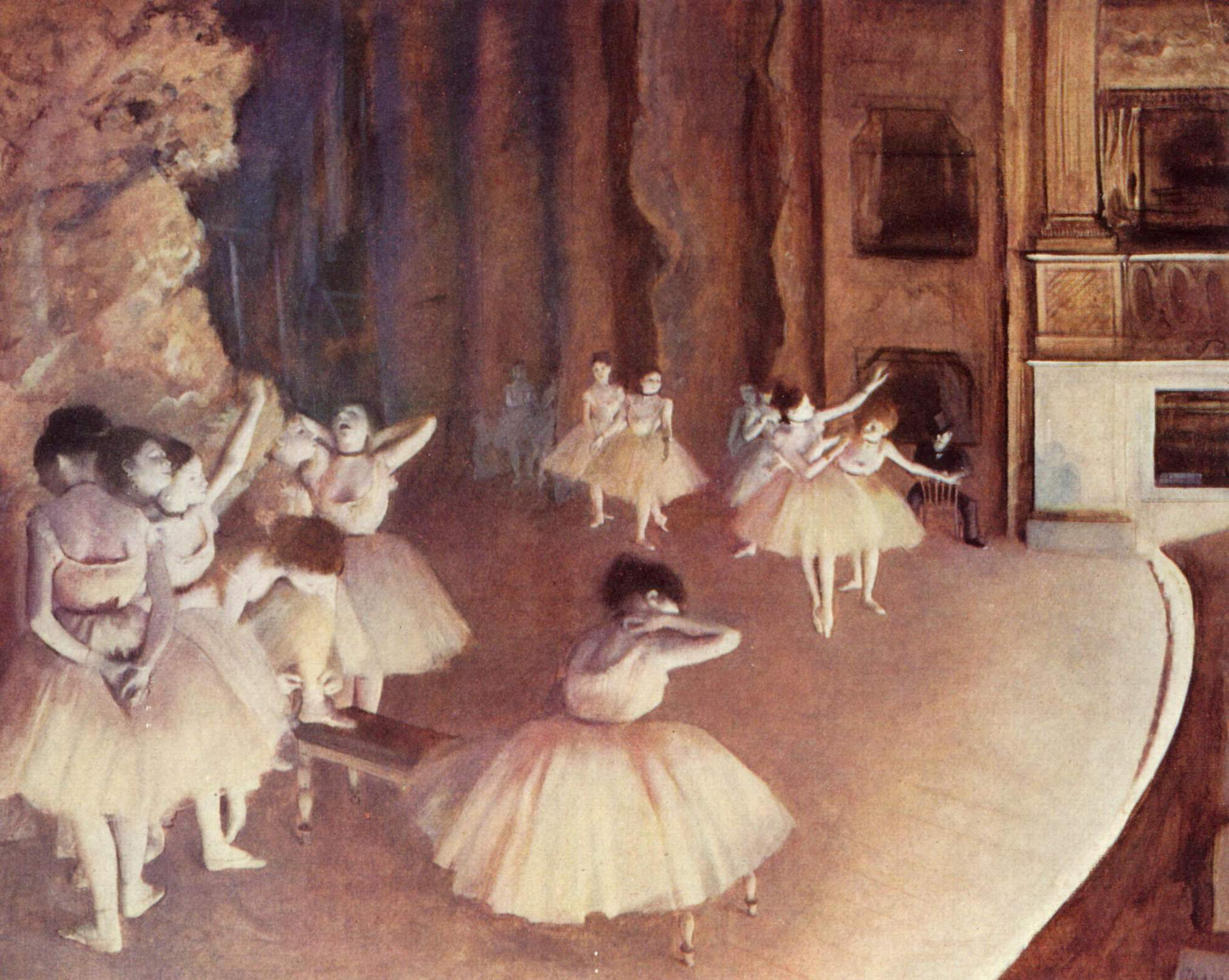
Репетиция балета на сцене (1874), Музей Орсе, Париж
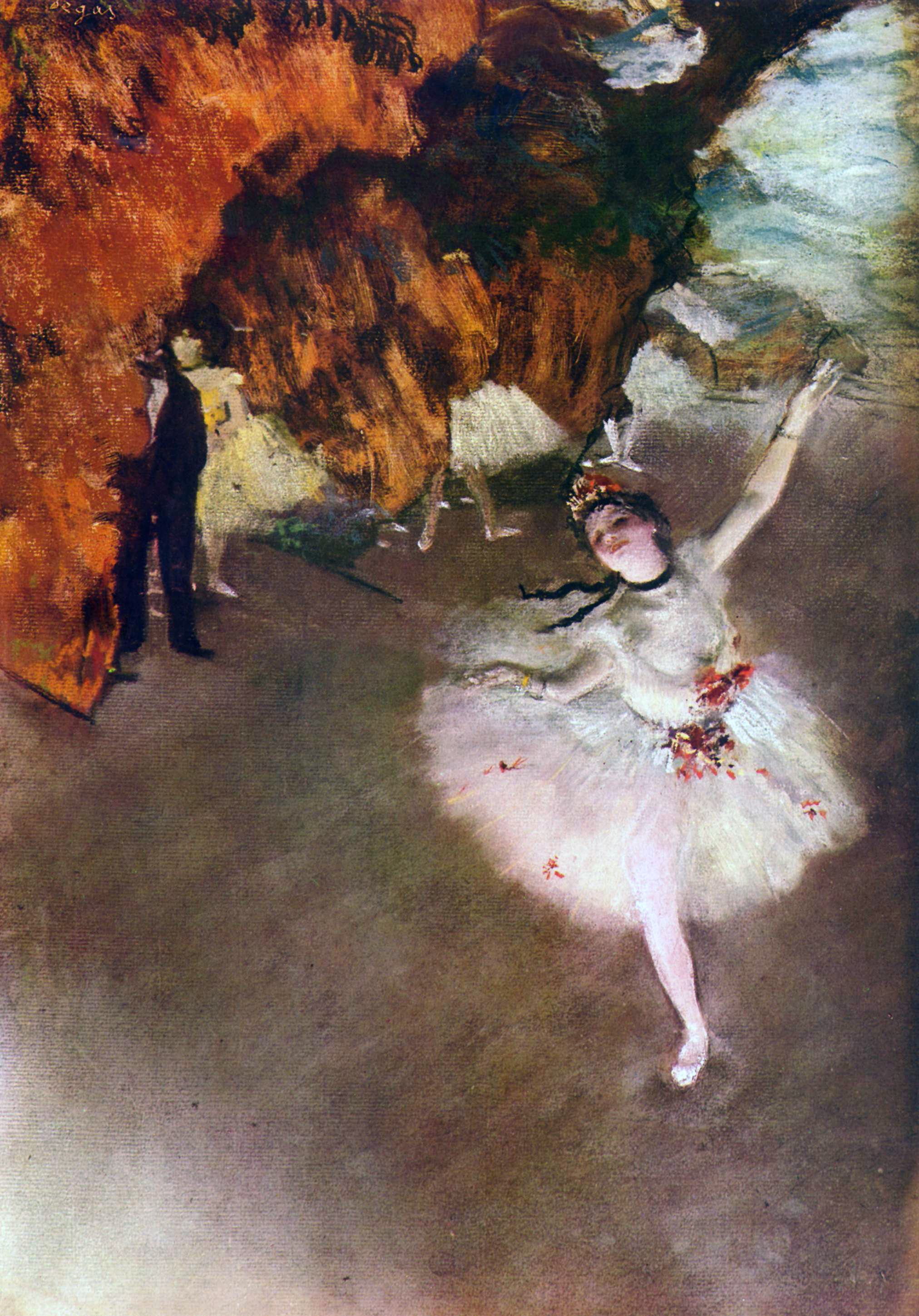
Звезда балета (Прима-балерина) (1876—1878), Музей Орсе, Париж
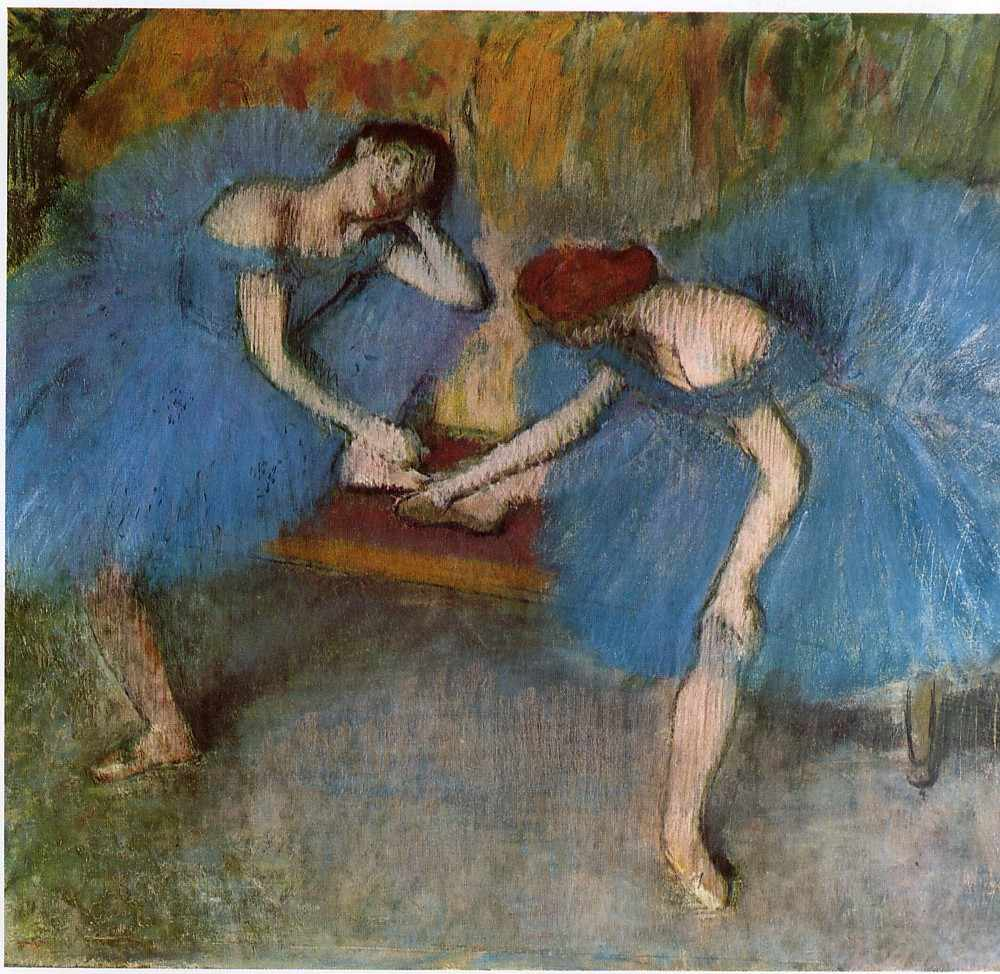
Две отдыхающие танцовщицы (Голубые танцовщицы) (1905—1910), Музей Орсе, Париж
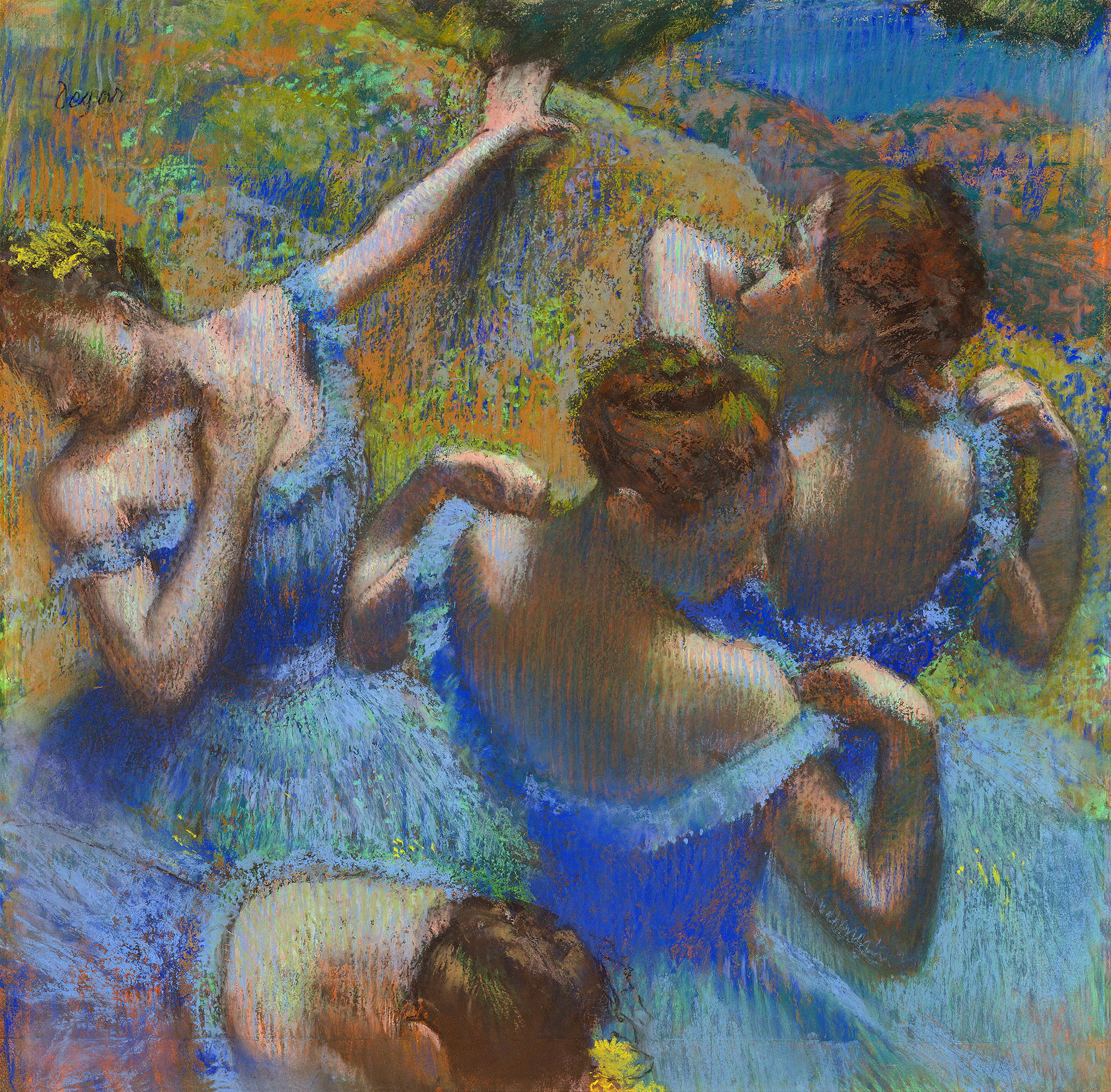
Голубые танцовщицы (1897), Музей искусств имени А. С. Пушкина, Москва